# Ettlingen

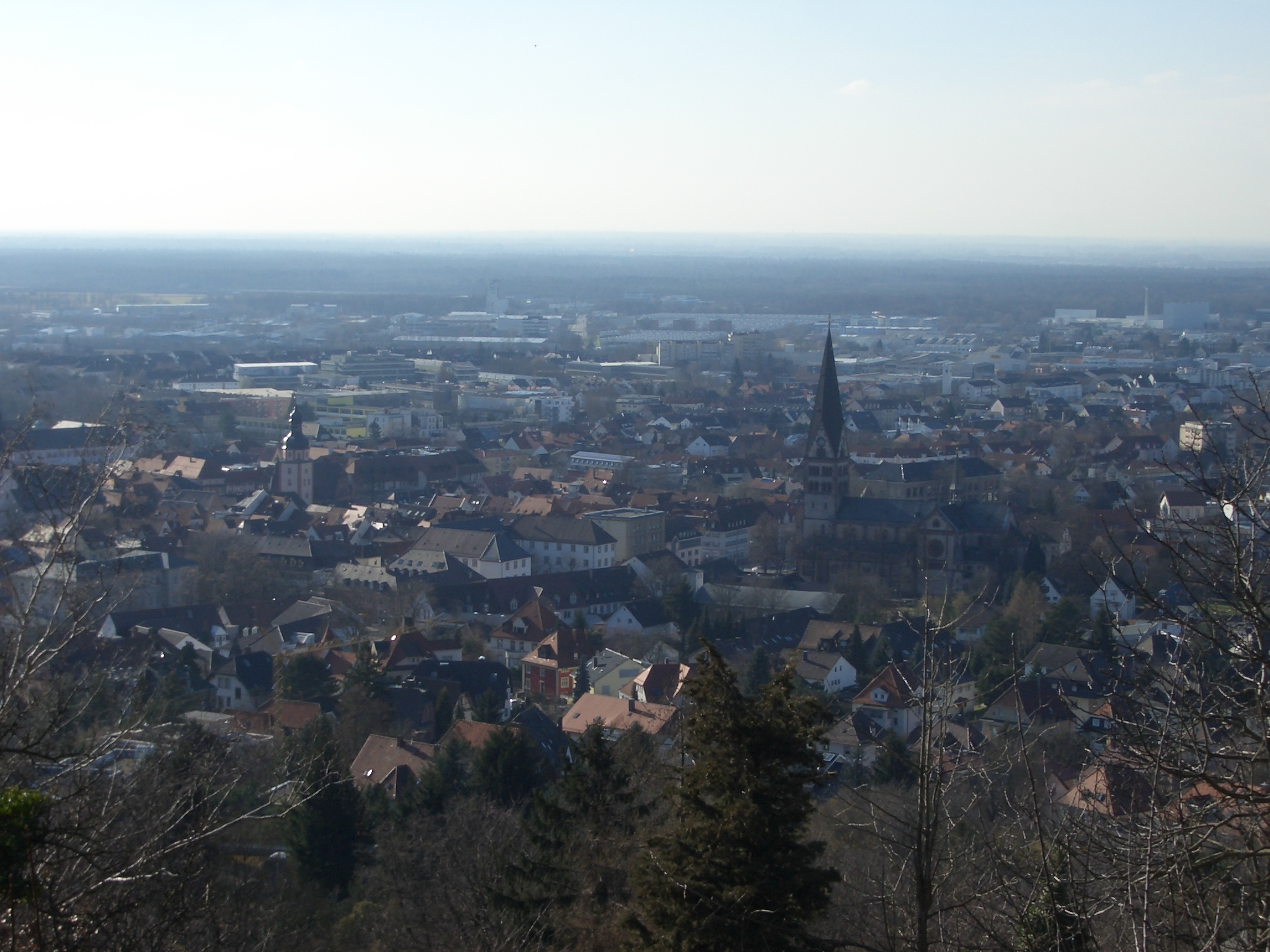
Ettlingen gesehen vom Wattkopf

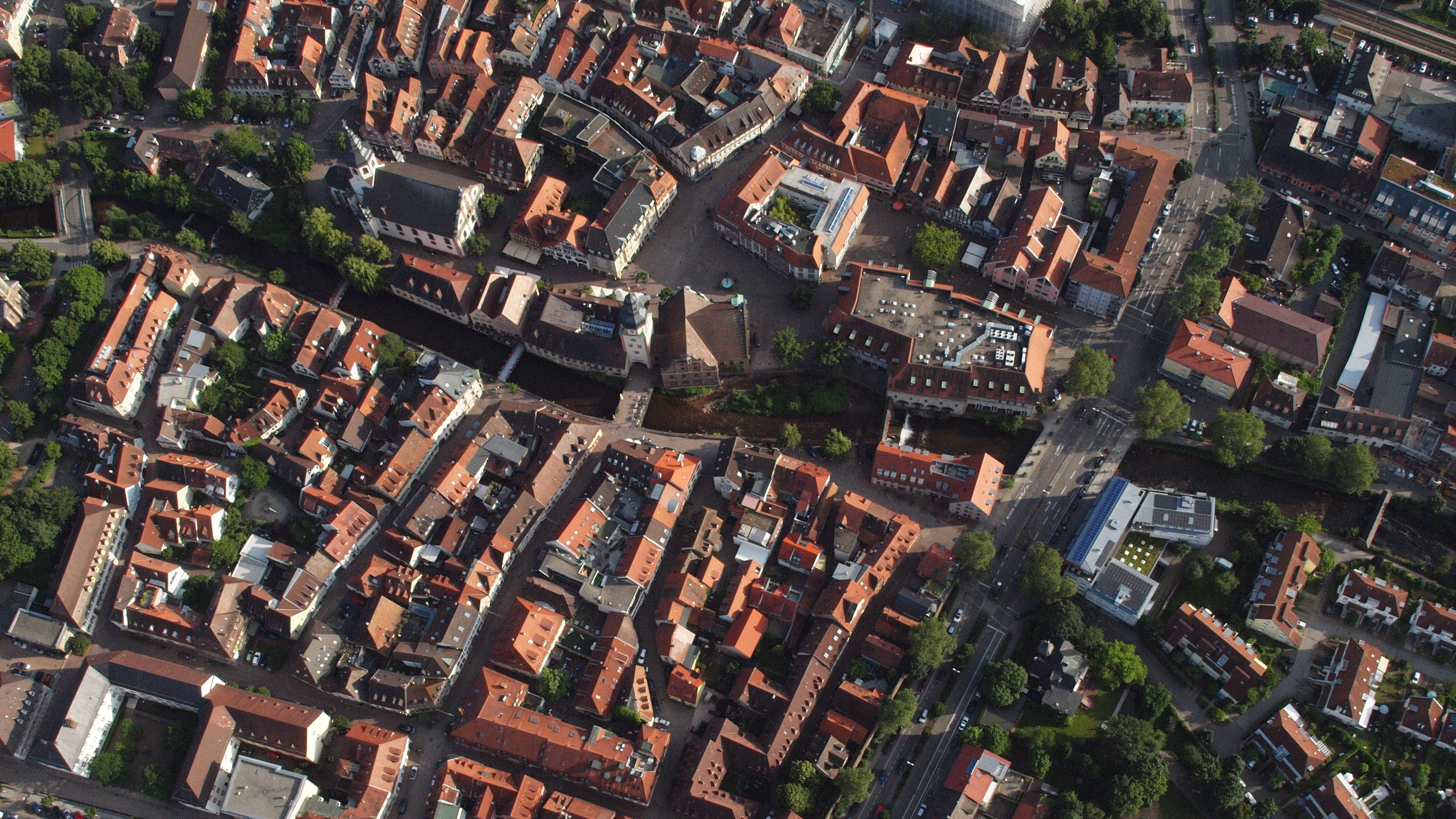
Das Zentrum Ettlingens

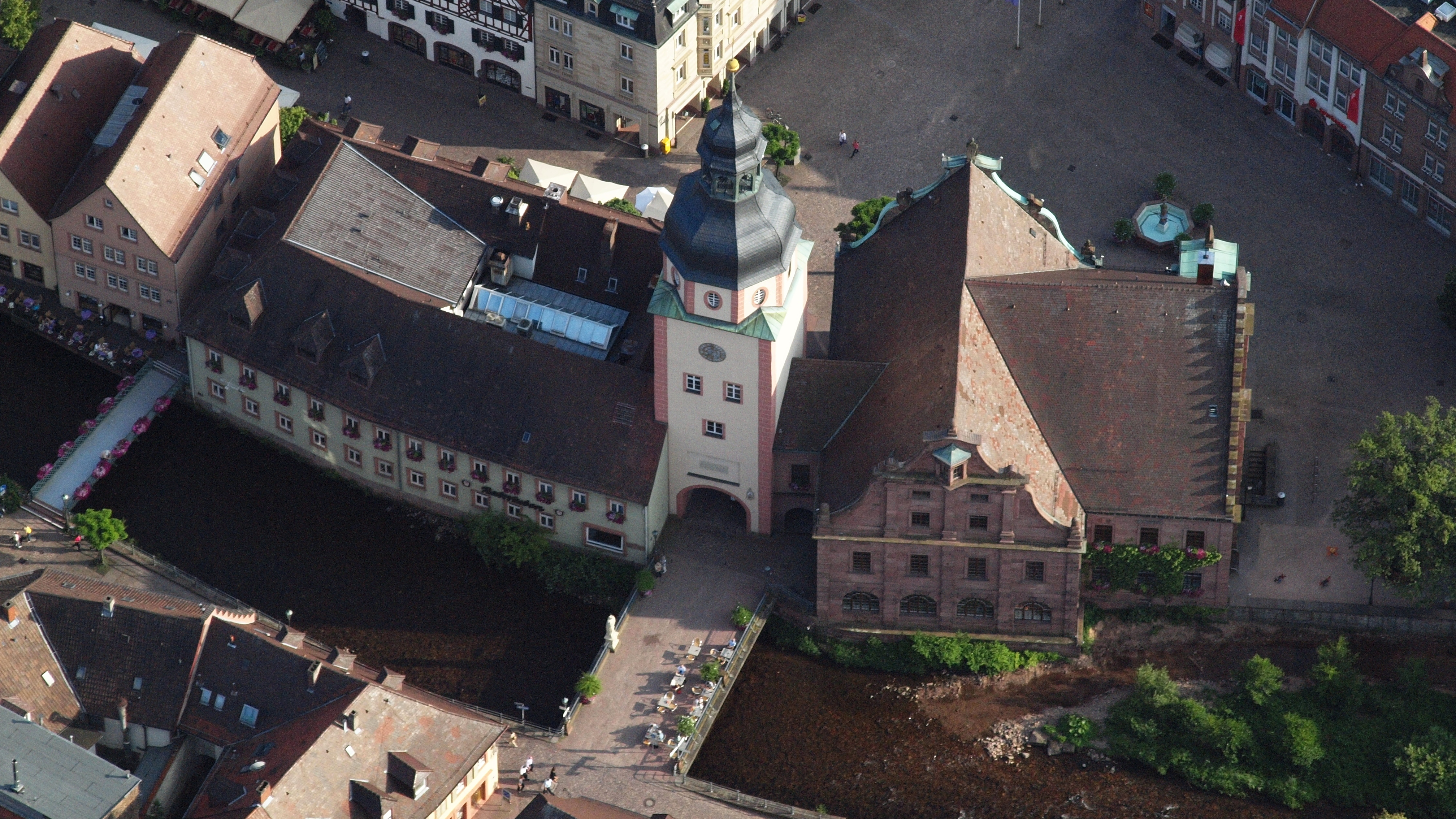
Rathaus in Ettlingen

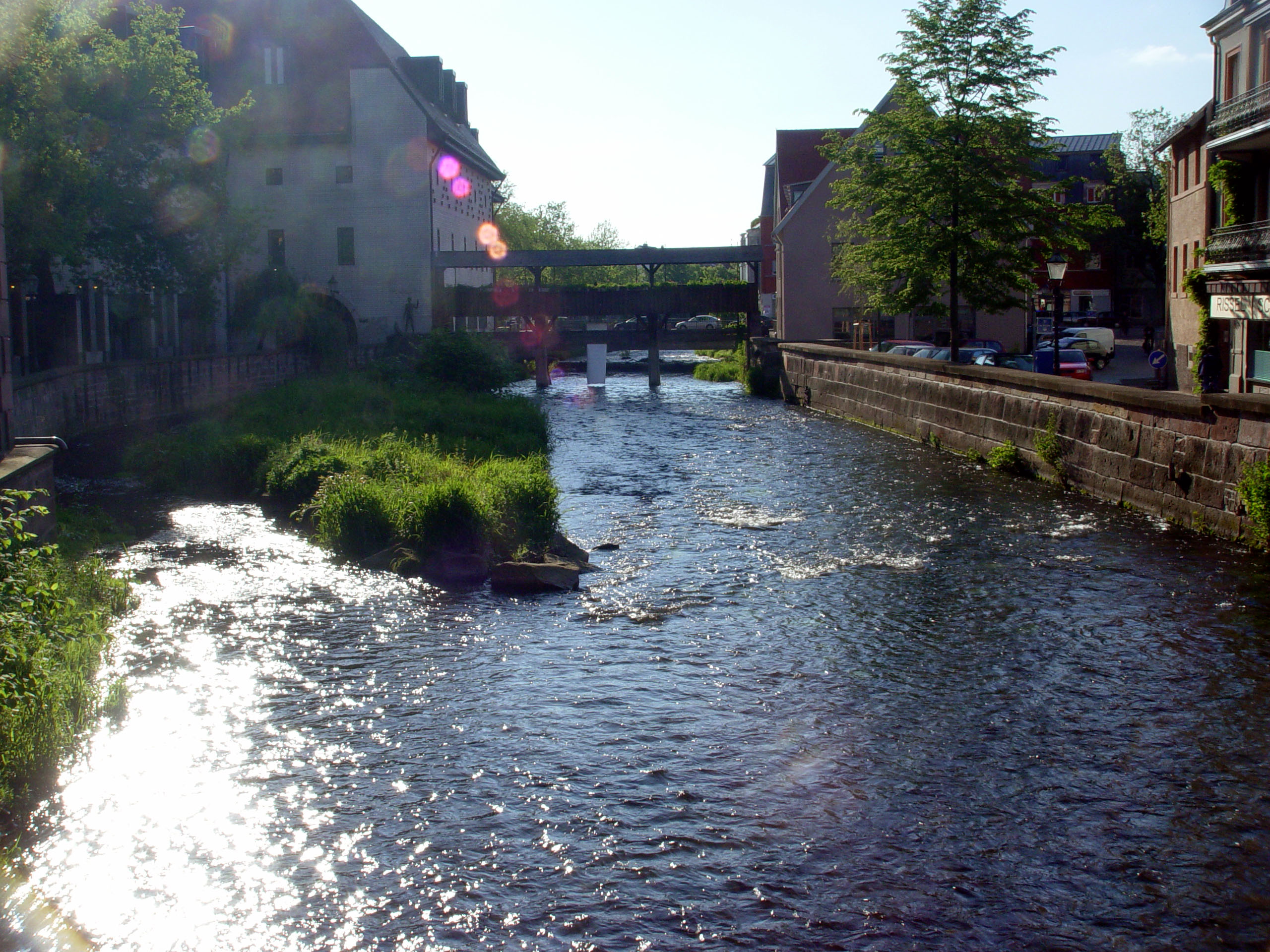
Die Alb fließt mitten durch die Stadt

Ettlingen (ⓘ) ist eine Stadt südlich von Karlsruhe in Baden-Württemberg. Sie ist nach Karlsruhe und Bruchsal die drittgrößte Stadt des Landkreises Karlsruhe und ein Mittelzentrum für die umliegenden Gemeinden. Seit 1. Januar 1966 ist Ettlingen eine Große Kreisstadt.

## Geographie

### Lage
Ettlingen liegt im Übergang der Rheinebene in den nördlichen Schwarzwald und ist Portalgemeinde des Naturpark Schwarzwald Mitte/Nord und Teil des Albtals. In der Stadt fließt der Fluss Alb, der schließlich in den Rhein mündet. Die Kernstadt liegt hauptsächlich bereits in der Ebene, ein kleiner Südwesthang bildet zusammen mit dem Durlacher Geigersberg die bevorzugte Wohnlage für Karlsruhe. Die eingegliederten Ortschaften liegen teilweise ebenfalls in der Ebene (Bruchhausen, Ettlingenweier, Oberweier), teilweise jedoch auch schon auf den ersten Hügeln des Schwarzwalds (die Höhenstadtteile Spessart, Schöllbronn und Schluttenbach).

### Nachbargemeinden
Folgende Städte und Gemeinden grenzen an die Stadt Ettlingen. Sie werden im Uhrzeigersinn beginnend im Norden genannt und gehören alle – außer Durmersheim und der kreisfreien Stadt Karlsruhe – zum Landkreis Karlsruhe:
Karlsruhe, Waldbronn, Karlsbad (Baden), Marxzell, Malsch, Durmersheim (Landkreis Rastatt) und Rheinstetten.

### Stadtgliederung
Seit der Gebietsreform in Baden-Württemberg Anfang der 1970er Jahre besteht das Stadtgebiet aus der Kernstadt und den Stadtteilen Bruchhausen, Ettlingenweier, Oberweier, Schluttenbach, Schöllbronn und Spessart.
Zum Stadtteil Ettlingenweier gehören die Häuser Bahnstation Bruchhausen und Waldsaum. Zum Stadtteil Oberweier gehört das Haus Lochmühle. Zum Stadtteil Schöllbronn gehört das Haus Schöllbronner Mühle. Im Gebiet der Kernstadt liegen die Wüstungen Fürstenzell, Heimersheim und – nicht als Siedlung gesichert – das im 13. Jahrhundert genannte Utental.
Gelegentlich werden innerhalb der Kernstadt noch Wohngebiete mit eigenem Namen unterschieden (z. B. „Siedlung“ für Ettlingen-West oder „Spinnerei“ für Ettlingen-Ost), deren Grenzen meist nicht genau festgelegt sind.

### Raumplanung
Ettlingen bildet ein Mittelzentrum innerhalb des Verbands Region Karlsruhe, in der die Stadt Karlsruhe als Oberzentrum ausgewiesen ist. Zum Mittelbereich Ettlingen gehören neben der Stadt Ettlingen noch die Gemeinden Karlsbad, Malsch, Marxzell und Waldbronn des Landkreises Karlsruhe.

### Klima
|                        | Jan  | Feb  | Mär  | Apr  | Mai  | Jun  | Jul  | Aug  | Sep  | Okt  | Nov  | Dez  |   |       |
| Mittl. Temperatur (°C) | 1,2  | 2,5  | 6,0  | 9,9  | 14,3 | 17,5 | 19,6 | 18,8 | 15,4 | 10,4 | 5,3  | 2,2  | ⌀ | 10,3  |
| Mittl. Tagesmax. (°C)  | 3,8  | 6,1  | 10,9 | 15,4 | 19,9 | 23,0 | 25,5 | 25,1 | 21,5 | 15,3 | 8,5  | 4,8  | ⌀ | 15    |
| Mittl. Tagesmin. (°C)  | −1,4 | −0,7 | 1,9  | 4,9  | 8,9  | 12,2 | 14,0 | 13,8 | 10,6 | 6,7  | 2,4  | −0,4 | ⌀ | 6,1   |
|                        |      |      |      |      |      |      |      |      |      |      |      |      |   |       |
| Niederschlag (mm)      | 56,5 | 54,1 | 53,3 | 60,8 | 79,3 | 86,5 | 70,1 | 66,1 | 53,3 | 58,3 | 65,3 | 66,8 | Σ | 770,4 |
|                        |      |      |      |      |      |      |      |      |      |      |      |      |   |       |
| Sonnenstunden (h/d)    | 1,5  | 2,7  | 3,9  | 5,4  | 6,8  | 7,3  | 7,9  | 7,1  | 5,7  | 3,6  | 2,0  | 1,5  | ⌀ | 4,6   |
|                        |      |      |      |      |      |      |      |      |      |      |      |      |   |       |
| Regentage (d)          | 19   | 15   | 16   | 15   | 16   | 15   | 14   | 13   | 12   | 14   | 16   | 17   | Σ | 182   |
|                        |      |      |      |      |      |      |      |      |      |      |      |      |   |       |
| Luftfeuchtigkeit (%)   | 85   | 80   | 74   | 69   | 69   | 69   | 67   | 71   | 77   | 82   | 84   | 84   | ⌀ | 75,9  |

| −1,4 |

| −0,7 |

| 1,9 |

| 4,9 |

| 8,9 |

| 12,2 |

| 14,0 |

| 13,8 |

| 10,6 |

| 6,7 |

| 2,4 |

| −0,4 |

| −1,4 |

| −0,7 |

| 1,9 |

| 4,9 |

| 8,9 |

| 12,2 |

| 14,0 |

| 13,8 |

| 10,6 |

| 6,7 |

| 2,4 |

| −0,4 |

## Geschichte

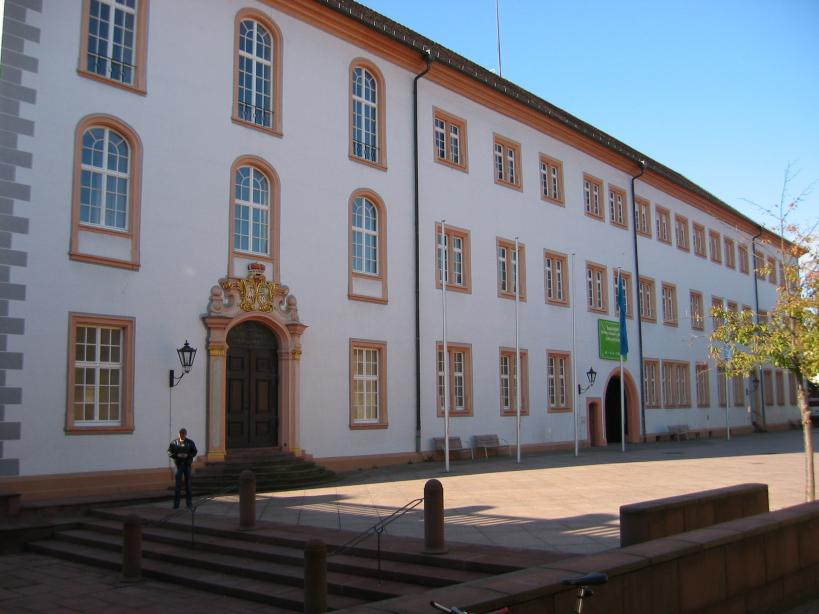
Hauptfassade des Barockschlosses

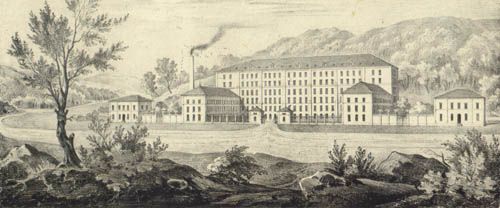
Gesellschaft für Spinnerei und Weberei Ettlingen, gegründet 1836

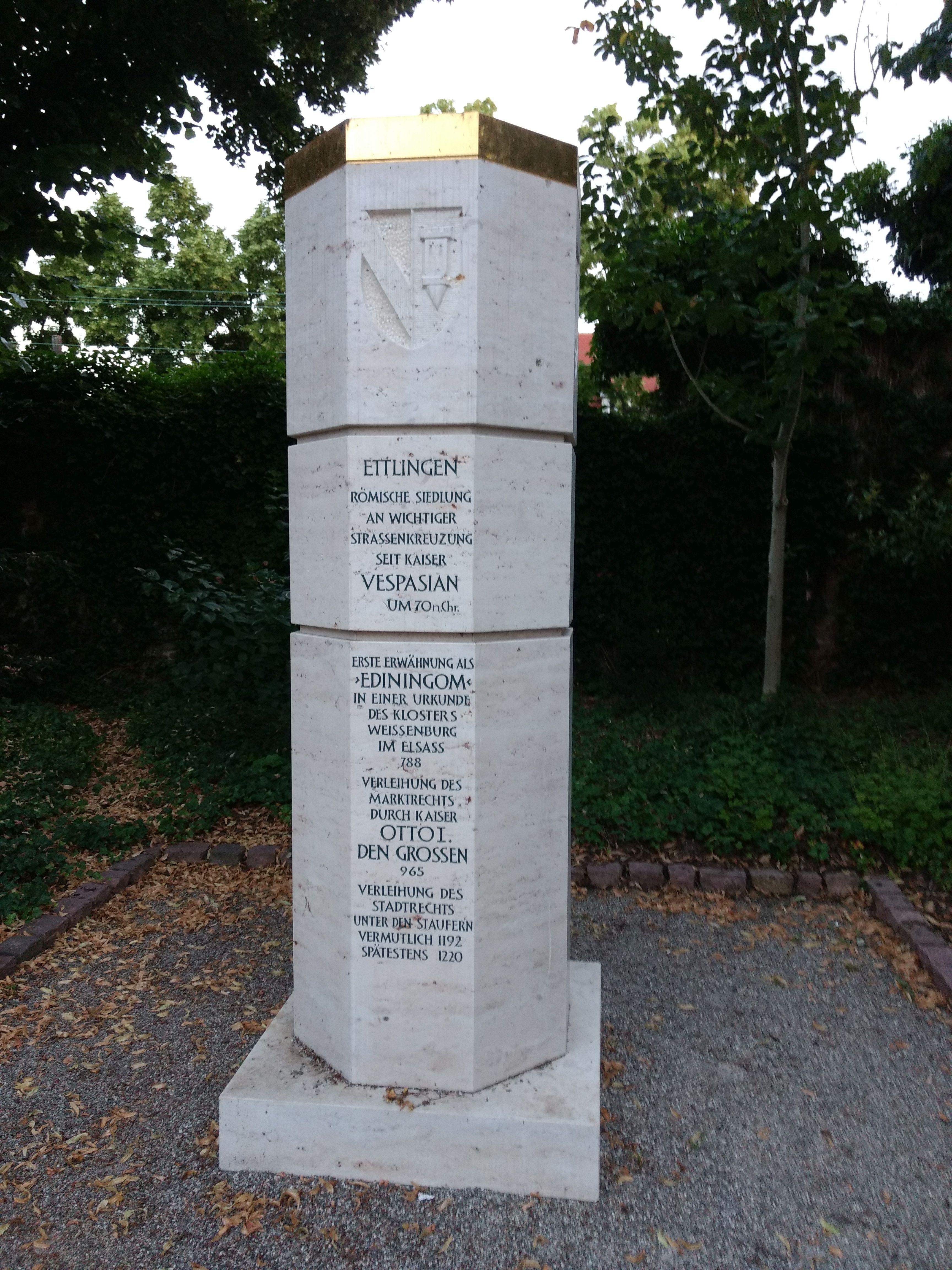
Stauferstele

Ettlingen, in römischer Zeit eine wichtige Siedlung mit Straßenkreuzungspunkt (siehe Vicus von Ettlingen), wurde im Jahre 788 als Ediningom in einer Schenkungsurkunde des Klosters Weißenburg im Elsass erstmals erwähnt. Während der Zeit der Stammesherzogtümer gehörte Ettlingen zum Herzogtum Franken. Von Kaiser Otto dem Großen erhielt das Kloster Weißenburg spätestens 973 das Marktrecht für Ettlingen; das genaue Jahr lässt sich aus den Quellen nicht erschließen.
Als 1219 der badische Markgraf Hermann V. von König Friedrich II. mit Ettlingen belehnt wurde, wurde der Ort mit civitas Ettenigen bezeichnet und war demgemäß bereits eine Stadt. Dies geht aus einer im Jahre 1234 von Kaiser Friedrich II. in Apricena für den Markgrafen ausgestellten Urkunde hervor. Möglicherweise hat Kaiser Heinrich VI. Ettlingen zur Stadt erhoben, als er sich vom 25. Dezember 1191 bis zum 11. März 1192 in der Hagenauer Pfalz aufhielt; einen Beweis dafür gibt es nicht. In Erinnerung an die Stadtgründung durch die Staufer wurde 2017 auf dem Kurt-Müller-Graf-Platz östlich vom Schloss eine Stauferstele errichtet.
Markgraf Rudolf I. von Baden, der Sohn von Hermann V., stand ab 1246 auf der Seite der Staufergegner und unterstützte Heinrich Raspe sowie die diesem nachfolgenden Gegenkönige. Er errichtete Mitte des 13. Jahrhunderts – möglicherweise auf den Resten eines staufischen Vorgängerbaus – in Ettlingen eine Burganlage; ein Vorgängerbau hat sich aber bisher nicht nachweisen lassen.
Ab 1500 lag die Stadt im Schwäbischen Reichskreis. 1535 wurde Ettlingen innerhalb der durch Teilung entstandenen Markgrafschaft Baden-Baden Amtsstadt. Bis Ettlingen so hieß, wie es heute heißt, dauerte es etwa 740 Jahre:
| ab 788    | ab 1143   | 1234      | im 13. Jahrh. | ab 1288     | ab 1358    | ab 1370  | ab 1532 bis heute |
| Ediningom | Etiningem | Ettenigen | Etiningen     | Ettliningen | Ettelingen | Etlingen | Ettlingen         |

Im 16. Jahrhundert wurde die Burg in ein Renaissanceschloss umgebaut. 1689 wurde die Stadt im Pfälzischen Erbfolgekrieg von Truppen des französischen Königs Ludwig XIV. fast völlig niedergebrannt, danach aber wieder aufgebaut. An der Stelle des zerstörten Renaissanceschlosses ließ Markgräfin Augusta Sibylla ab 1727 das heutige Barockschloss als ihren Witwensitz bauen. Der alte Bergfried wurde in den Neubau integriert, aber um zwei Geschosse verkürzt und ist heute noch im Innenhof zu erkennen.
Nach dem Aussterben der katholischen Linie von Baden-Baden 1771 kam Ettlingen zur evangelischen Markgrafschaft Baden-Durlach, deren Herrscher 1803 zum Kurfürsten und 1806 zum Großherzog aufstieg. Ettlingen blieb Sitz eines Amtes.
Die Schlacht bei Malsch 1796 ist international auch als Bataille d’Ettlingen bekannt und ist so im Arc de Triomphe de l’Étoile verewigt.
1836 wurde die Spinnerei und Weberei Ettlingen als erste Aktiengesellschaft und größtes Unternehmen der Textilindustrie im Großherzogtum Baden gegründet. Bis in die 1880er Jahre war die Fabrik sogar die größte im gesamten Großherzogtum überhaupt.
Während des Ersten Weltkriegs befand sich ein Reservelazarett für Typhuskranke in Ettlingen. Dessen dorthin als ordinierender Arzt des XIV. Armeekorps abkommandierter Chefarzt war vom 3. Januar bis 5. September 1915, als dieses Seuchenlazarett in ein chirurgisch-orthopädisches Lazarett umgewandelt wurde, der Heidelberger Bezirksarzt und Sozialhygieniker Ernst Georg Kürz (1859–1937).
Am 1. April 1937 wurde der Amtsbezirk Ettlingen aufgehoben und sein Gebiet dem Amtsbezirk Karlsruhe zugeordnet, aus dem 1939 der Stadt- und Landkreis Karlsruhe gebildet wurde. Ettlingen gehört seither mit seinem gesamten Umland zum Landkreis Karlsruhe.
Nach Überschreiten der 20.000-Einwohner-Marke beantragte die Stadt Ettlingen die Erhebung zur Großen Kreisstadt, was die Landesregierung von Baden-Württemberg mit Wirkung vom 1. Januar 1966 beschloss.
Durch die Gemeindegebietsreform in Baden-Württemberg Anfang der 1970er Jahre überschritt die Gesamtstadt Ettlingen die 30.000-Einwohnergrenze. 1975 begann eine umfangreiche Sanierung der Innenstadt.
1979 fanden im barocken Innenhof des Schlosses die ersten Ettlinger Schlossfestspiele statt, und 1988 war Ettlingen Gastgeber der baden-württembergischen Landesgartenschau. 1994 fanden in Ettlingen die Heimattage Baden-Württemberg statt.
1995 zogen die amerikanischen Soldaten aus der Rheinlandkaserne ab. 1999 suchte der Orkan Lothar die Stadt heim, der zahlreiche Gebäude und große Waldflächen zerstörte.
2003 wurde mit Gabriela Büssemaker erstmals eine Frau in das Amt des Stadtoberhauptes gewählt. Bei der Kommunalwahl 2004 erreichte die CDU erstmals seit der Gebietsreform 1974 keine absolute Mehrheit.
Im Jahr 2007 wurde nach langen Diskussionen die unechte Teilortswahl durch den Gemeinderat abgeschafft. Daraufhin fand am 27. April 2008 erstmals in der Geschichte der Stadt Ettlingen ein Bürgerentscheid statt. Bei diesem Bürgerentscheid ging es um die Wiedereinführung der unechten Teilortswahl. Durch die geringe Wahlbeteiligung (32,9 %) und das verpasste Quorum von 25 % Ja-Stimmen aller Wahlberechtigten (dies wären 7.513 Stimmen gewesen, es stimmten aber nur 6.374 Personen mit Ja) musste die Entscheidung über die Wiedereinführung an den Gemeinderat zurückverwiesen werden. Dieser entschied sich im Mai 2008 erneut gegen die unechte Teilortswahl, somit blieb sie abgeschafft.

### Religionen

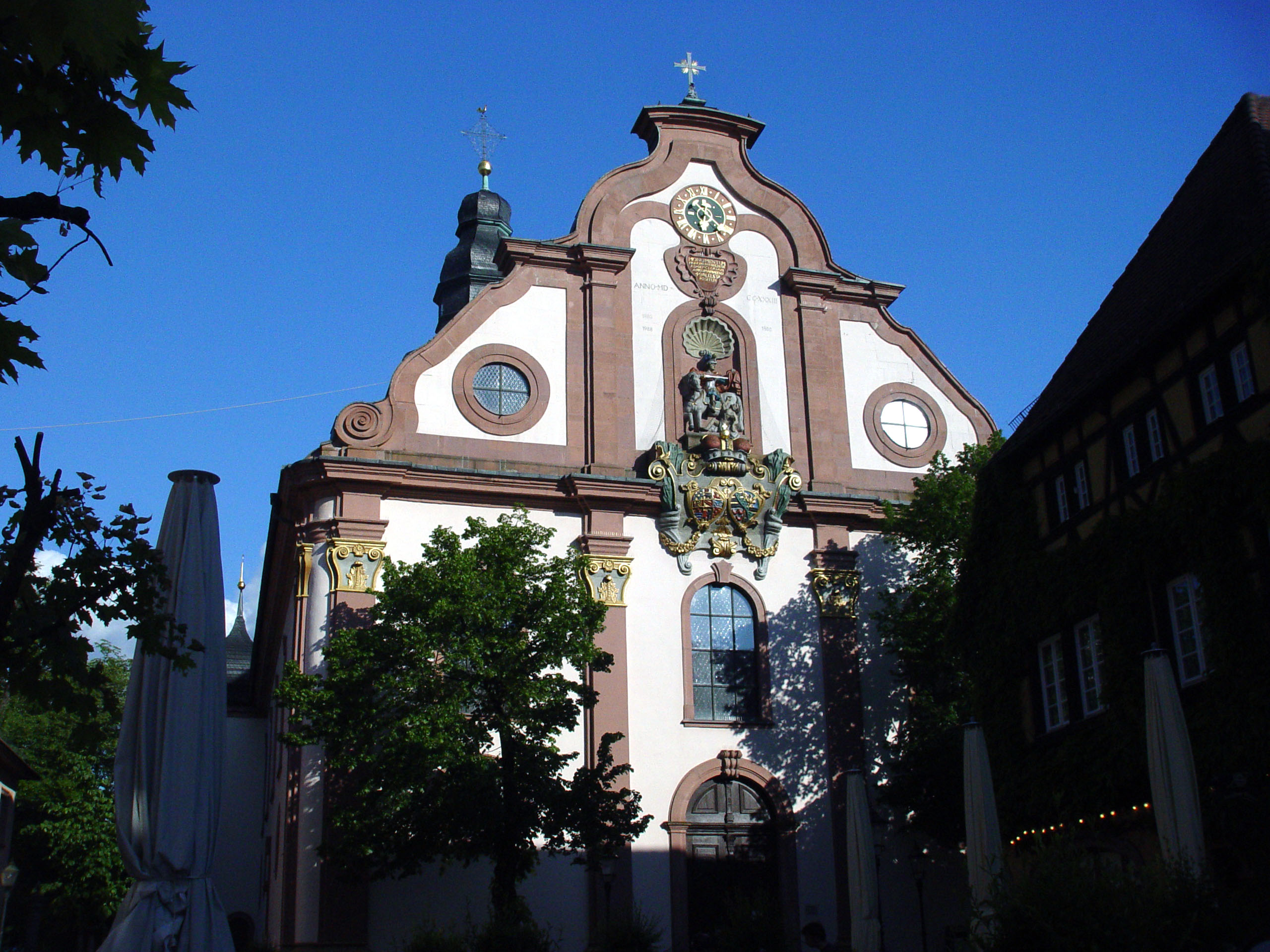
Die Martinskirche ist das älteste Bauwerk der Stadt

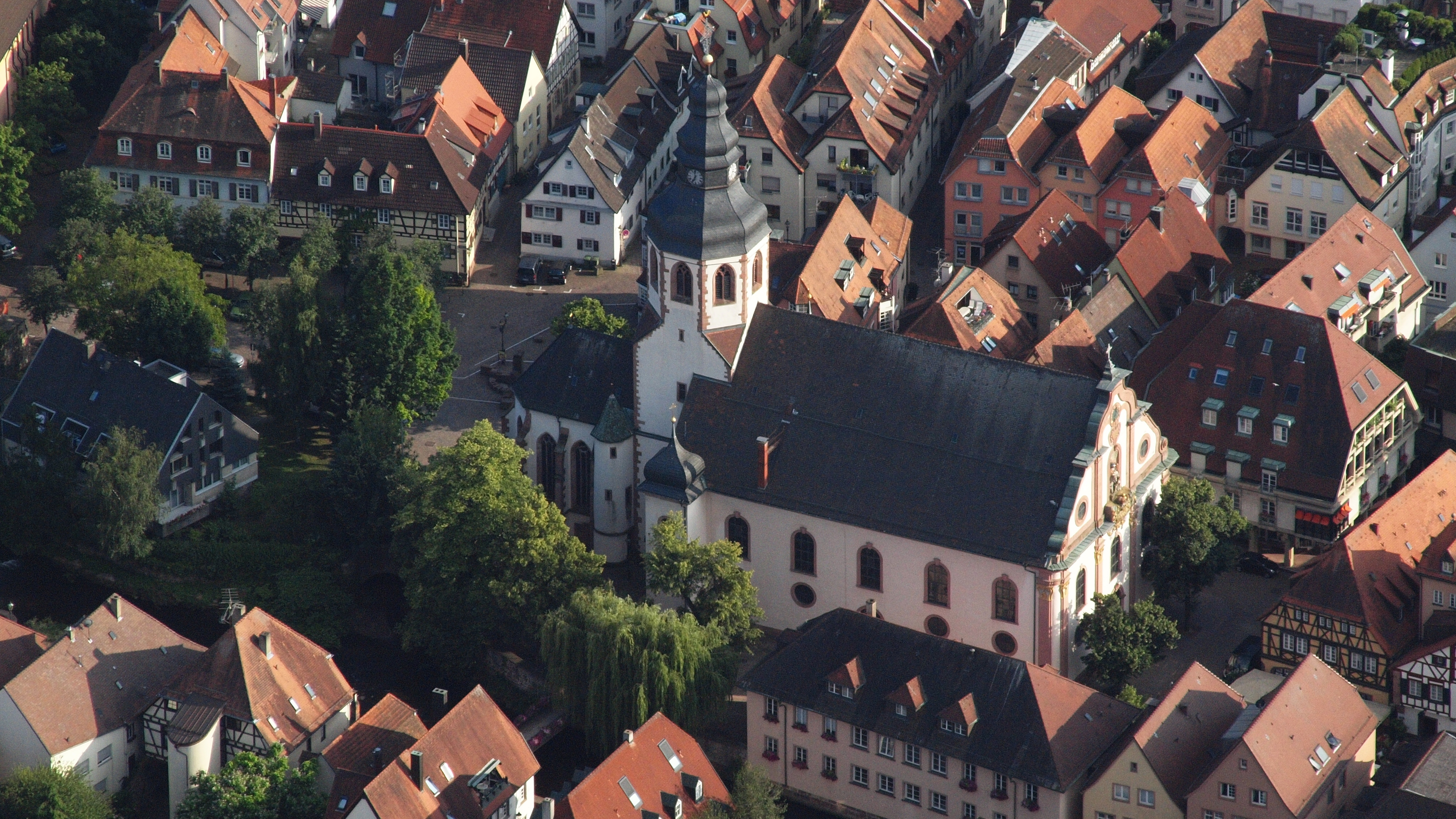
Ettlingen, Martinskirche

Ettlingen gehörte ursprünglich zum Bistum Speyer bzw. zum Archidiakonat St. German und Moritz in Speyer. War die Pfarrei anfangs dem Dekanat Durlach zugeordnet, so wurde Ettlingen im 16. Jahrhundert Sitz des Landkapitels. Seit etwa 1520 fasste die Reformation Fuß in Ettlingen. Wegen der Zugehörigkeit der Stadt zur katholischen Linie von Baden-Baden und insbesondere infolge der ab 1624 in Ettlingen tätigen Jesuiten wurde die Stadt jedoch rekatholisiert, so dass sich erst im 19. Jahrhundert wieder Protestanten in Ettlingen niederließen. Nach der Säkularisation gehörte die katholische Pfarrei Ettlingen zum Generalvikariat Bruchsal, 1821 bzw. 1827 kam Ettlingen zum neu gegründeten Erzbistum Freiburg und wurde Sitz eines Dekanats. Dieses umfasst heute neben den Pfarrgemeinden der Stadt Ettlingen das gesamte Umland. Die Pfarreien sind zu Seelsorgeeinheiten zusammengefasst. Im Bereich der Stadt Ettlingen gibt es die Seelsorgeeinheit Ettlingen-Stadt mit den Pfarrgemeinden Herz-Jesu, Liebfrauen und St. Martin (die älteste Kirche der Stadt), die Seelsorgeeinheit Ettlingen Süd mit den Pfarrgemeinden St. Dionysios Ettlingenweier und St. Josef Bruchhausen sowie die Seelsorgeeinheit Ettlingen Höhe mit den Pfarrgemeinden St. Bonifatius Schöllbronn, St. Antonius Spessart und Maria Königin Schluttenbach.
Seit dem 17. Jahrhundert lebten nachweislich jüdische Familien in Ettlingen. Sie waren hauptsächlich in der Färbergasse, die früher Judengasse genannt wurde, ansässig. Im Jahre 1849 wurde in der Albstraße die erste Ettlinger Synagoge erbaut und 1888 wieder abgebrochen, damit in der Pforzheimer Straße ein größerer Neubau errichtet werden konnte. Die neue Synagoge wurde 1889 eingeweiht. Während des Novemberpogroms 1938 wurde sie jedoch zerstört und die meisten noch in Ettlingen lebenden jüdischen Bürger deportiert.
Die seit dem 19. Jahrhundert verstärkt zugezogenen Protestanten wurden zunächst von Rüppurr aus mitbetreut, erhielten jedoch 1848 einen eigenen Geistlichen und ab 1869 eine eigene Pfarrei (Johannesgemeinde), die später eine eigene Kirche erhielt. Sie ist die älteste protestantische Kirche Ettlingens. Die Johannesgemeinde gehörte zunächst zum Stadtdekanat Karlsruhe. Später kam sie zum Dekanat Alb-Pfinz mit Sitz in Pfinztal. Die Johannesgemeinde wuchs zahlenmäßig weiter an, so dass sie 1951 geteilt wurde. Es entstand die Paulusgemeinde, die sich ab 1953 ein Gemeindehaus erbaute, dem 1965 ein Glockenturm angefügt wurde. Infolge weiterer Zunahme der Gemeindeglieder wurde 1972 wiederum die Paulusgemeinde geteilt, und es entstand die Luthergemeinde. Zu ihr gehören heute die Protestanten von Ettlingen-West sowie der Stadtteile Bruchhausen, Ettlingenweier und Oberweier. Zwischen 1969 und 2003 unterhielt die Evangelische Landeskirche in Baden einen Kirchenkreis Mittelbaden mit Sitz in Ettlingen. Dieser wurde im Zuge von Sparmaßnahmen aufgelöst und auf die beiden anderen Kirchenkreise Nordbaden und Südbaden aufgeteilt. Ettlingen gehört nun zum Kirchenbezirk Karlsruhe-Land im Kirchenkreis Nordbaden.
Neben den beiden großen Kirchen gibt es in Ettlingen mehrere freikirchliche Gemeinden, darunter eine Freie evangelische Gemeinde, die Liebenzeller Gemeinde, die Zeugen Jehovas und die Neuapostolische Kirche. Auch eine kleine jüdische sowie eine muslimische Gemeinde sind in Ettlingen ansässig.

### Eingemeindungen
In die Stadt Ettlingen wurden im Rahmen der Gemeindereform in Baden-Württemberg folgende Gemeinden eingegliedert bzw. mit der Stadt Ettlingen zusammengeschlossen:
- am 1. März 1972: Spessart (in den Bergen des Schwarzwaldes gelegen) durch Eingemeindungsvertrag[20]
- am 1. Oktober 1974: Ettlingenweier (in der Rheinebene und am Hang des Schwarzwaldes gelegen) durch Eingemeindungsvertrag[21]
- am 1. Oktober 1974: Bruchhausen und Oberweier (am Hang des Schwarzwaldes gelegen) sowie Schluttenbach und Schöllbronn (in den Bergen des Schwarzwaldes gelegen) durch freiwilligen Zusammenschluss[21]

Neben diesen sechs Ortschaften war Ettlingen auch daran interessiert, die Gemeinde Busenbach einzugemeinden. Diese entschied sich jedoch gegen Ettlingen und schloss sich mit Reichenbach und Etzenrot zur Gemeinde Waldbronn zusammen.

### Einwohnerentwicklung

Einwohnerentwicklung von Ettlingen von 1795 bis 2018 nach nebenstehender Tabelle

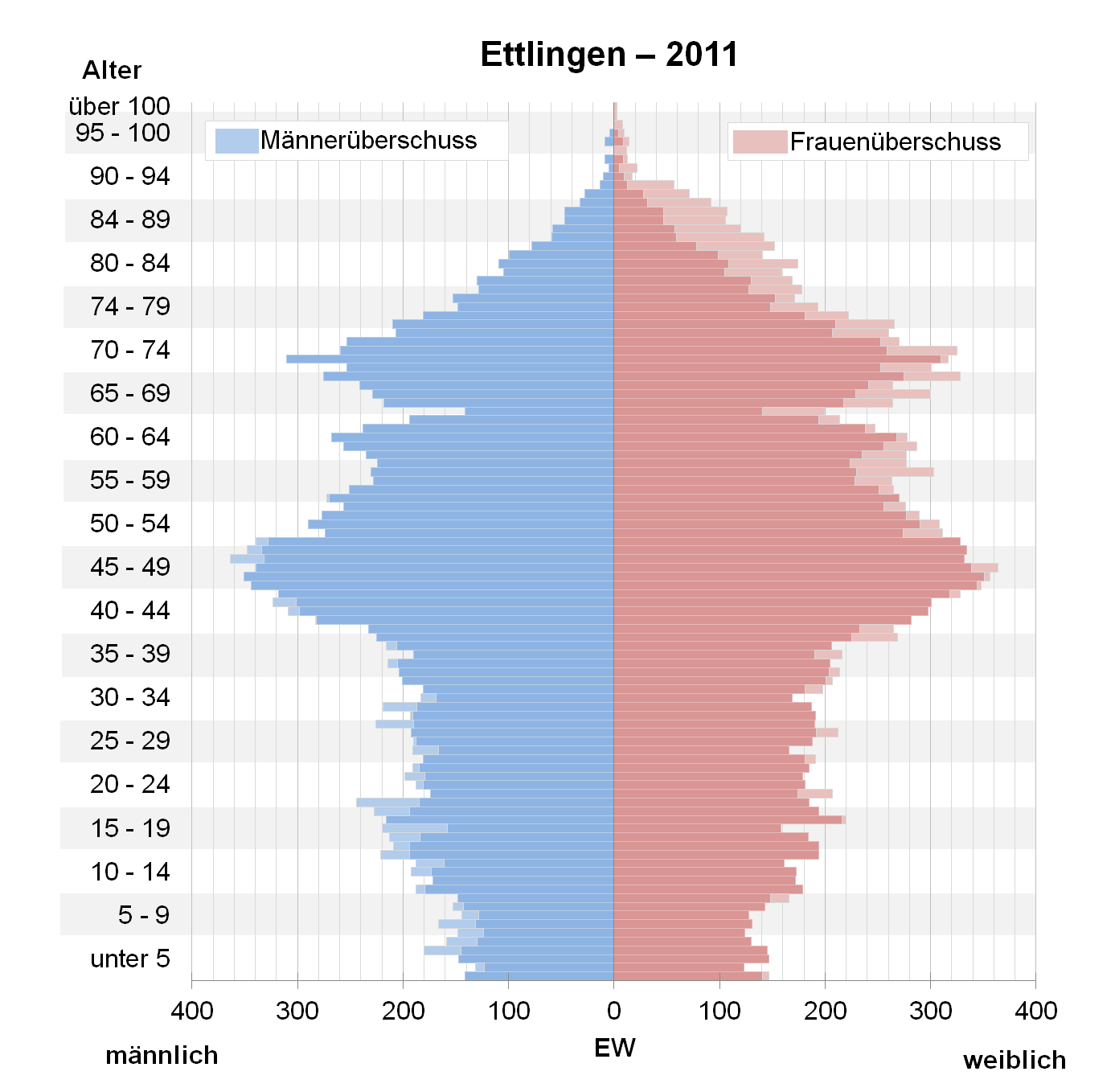
Bevölkerungspyramide für Ettlingen (Datenquelle: Zensus 2011)

Einwohnerzahlen nach dem jeweiligen Gebietsstand. Die Zahlen sind meist Volkszählungsergebnisse (¹) oder amtliche Fortschreibungen der jeweiligen Statistischen Ämter (nur Hauptwohnsitze).
| Jahr | Einwohner |
| ---- | --------- |
| 1795 | 2.399     |
| 1800 | 2.105     |
| 1801 | 2.235     |
| 1802 | 2.124     |
| 1803 | 2.446     |
| 1804 | 2.500     |
| 1805 | 2.471     |
| 1806 | 2.470     |
| 1807 | 2.700     |
| 1808 | 2.532     |
| 1809 | 2.683     |
| 1810 | 3.041     |
| 1811 | 2.906     |
| 1812 | 3.029     |
| 1813 | 2.871     |
| 1814 | 3.111     |
| 1815 | 2.790     |
| 1816 | 2.924     |
| 1818 | ca. 3.000 |
| 1819 | 3.126     |
| 1824 | 3.242     |
| 1825 | 3.291     |
| 1830 | ca. 3.400 |
| 1845 | 5.094     |

| Jahr/Datum           | Einwohner |
| -------------------- | --------- |
| 1. Dezember 1871     | 5.094     |
| 1. Dezember 1880 ¹   | 5.608     |
| 1. Dezember 1890 ¹   | 6.547     |
| 1. Dezember 1900 ¹   | 8.033     |
| 1. Dezember 1910 ¹   | 9.407     |
| 8. Oktober 1919 ¹    | 9.553     |
| 16. Juni 1925 ¹      | 9.435     |
| 16. Juni 1933 ¹      | 10.152    |
| 17. Mai 1939 ¹       | 11.869    |
| Dezember 1945 ¹      | 10.799    |
| 13. September 1950 ¹ | 16.451    |
| 6. Juni 1961 ¹       | 19.390    |
| 27. Mai 1970 ¹       | 21.464    |
| 31. Dezember 1975    | 34.455    |
| 31. Dezember 1980    | 36.995    |
| 25. Mai 1987 ¹       | 37.168    |
| 31. Dezember 1990    | 37.759    |
| 31. Dezember 1995    | 38.546    |
| 31. Dezember 2000    | 38.420    |
| 31. Dezember 2005    | 39.026    |
| 31. Dezember 2010    | 38.553    |
| 31. Dezember 2015    | 38.982    |
| 31. Dezember 2020    | 39.401    |

### Eigenbezeichnung
in Ettlingen gab es seit dem 17. Jahrhundert ein Jesuitenkloster. Es war daher üblich, dass viele Jungen nach dem Gründer des Jesuitenordens Ignatius von Loyola auf den Namen Ignaz getauft wurden. Die gängige Abkürzung davon war „Naze“. Zu jener Zeit hatte Ettlingen noch keine unterirdische Abwasserleitung. Die Abwässer flossen alle in muldenförmige Gräben, die die Bevölkerung als „Dohlen“ (heute wird in Ettlingen ein Gully generell Dohle genannt) bezeichneten. Diese Gräben waren mit Eisen- oder Steinplatten abgedeckt. Vor allem Buben trampelten mit ihren Holzschuhen gern auf den Platten herum, da dies einen gewaltigen Lärm erzeugte. Daher kommt die Bezeichnung der Ettlinger als „Dohlenaze“. Dieser Übername ist bis heute geblieben.

## Politik

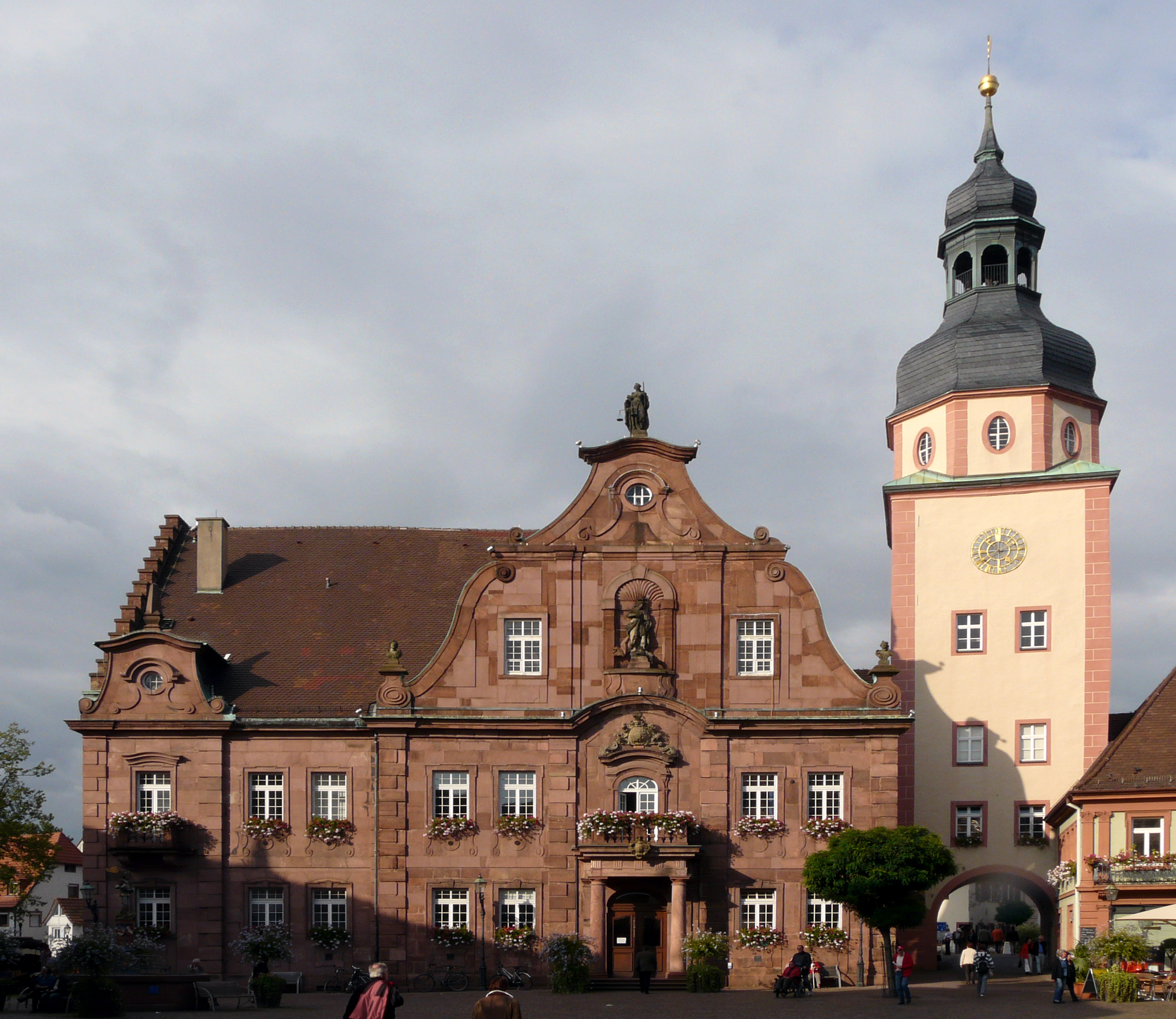
Rathaus aus dem 18. Jahrhundert mit dem Rathausturm aus dem 13. Jahrhundert

Da Ettlingen eine Große Kreisstadt ist, obliegt die Fachaufsicht nicht dem Landkreis Karlsruhe, sondern dem Regierungsbezirk Karlsruhe. Dem Landkreis verbleibt lediglich die Rechtsaufsicht.

### Gemeinderat
Der Gemeinderat hat 32 ehrenamtliche Mitglieder, die für fünf Jahre gewählt werden. Die Gemeinderäte führen die Bezeichnung Stadtrat. Hinzu kommt der Oberbürgermeister als stimmberechtigter Gemeinderatsvorsitzender.
Die Kommunalwahl 2024 führte zu folgendem Ergebnis (in Klammern: Unterschied zu 2019):
| Gemeinderat 2024               | Gemeinderat 2024 | Gemeinderat 2024 | Gemeinderat 2024 | Gemeinderat 2024 |
| Partei / Liste                 | Stimmenanteil    | Sitze            |                  |                  |
| ------------------------------ | ---------------- | ---------------- | ---------------- | ---------------- |
| CDU                            | 31,6 % (+1,2)    | 11 (+1)          |                  |                  |
| Grüne                          | 19,3 % (-4,5)    | 6 (-2)           |                  |                  |
| FE/FW *                        | 19,3 % (+2,8)    | 6 (+1)           |                  |                  |
| SPD                            | 13,3 % (−1,1)    | 4 (−1)           |                  |                  |
| AfD                            | 9,3 % (+5,3)     | 3 (+2)           |                  |                  |
| FDP/Bürgerliste                | 7,2 % (+0,6)     | 2 (±0)           |                  |                  |
| Unabhängige Liste (ULi)        | n. a. (-4,2)     | 0 (-1)           |                  |                  |
| Wahlbeteiligung: 64,5 % (+1,7) |                  |                  |                  |                  |

* Gemeinsame Liste von Für Ettlingen (FE) und Freie Wähler (FW); Fraktionsgemeinschaft der beiden Wählergruppen im Stadtrat seit Januar 2018.
In den Stadtteilen Bruchhausen, Ettlingenweier, Oberweier, Schluttenbach, Schöllbronn und Spessart ist darüber hinaus jeweils ein eigener Ortschaftsrat mit einem Ortsvorsteher als dessen Vorsitzendem eingerichtet. Die Ortschaftsräte werden von der Bevölkerung der Ortschaft bei jeder Kommunalwahl gewählt. Sie sind zu wichtigen, die Ortschaft betreffenden Angelegenheiten zu hören.

### Jugendgemeinderat
In Ettlingen gibt es einen sogenannten Jugendgemeinderat. Er besteht aus 12 Jugendlichen. Jedes Jahr wird die Hälfte des Jugendgemeinderat neu gewählt. Wahlberechtigt sind alle Jugendlichen von 13 bis einschließlich 21 Jahren.

### Stadtoberhäupter
An der Spitze der Stadt stand der Schultheiß, der 1238 erstmals erwähnt ist. Ihm standen seit 1579 zwei Bürgermeister zur Seite. Diese wurden bis ins 17. Jahrhundert jährlich gewählt. Seit etwa 1700 übernahm der ältere Bürgermeister die Leitung der Stadt. Die Aufsicht über die Stadt führte der markgräfliche Amtmann. Einen Rat gab es in Ettlingen seit dem 13. Jahrhundert. Dieser hatte zwölf Mitglieder, in der Mitte des 18. Jahrhunderts nur sechs und Ende des 18. Jahrhunderts zehn Mitglieder.
Heutiges Stadtoberhaupt ist der Bürgermeister, seit 1. Januar 1966 Oberbürgermeister, der von der Bevölkerung auf acht Jahre direkt gewählt wird. Sein ständiger Vertreter ist der Erste Beigeordnete mit der Amtsbezeichnung Bürgermeister.
Bürgermeister und (ab 1966) Oberbürgermeister
| - 1800–1811: Franz Williard - 1811–1813: Ignanz Reiss - 1814: Franz Williard - 1815–1817: Ulrich Wackher - 1817–1823: Florian Buhl - 1823–1831: Xaver Wick - 1831–1836: Jakob Ulrich - 1836–1839: Wilhelm Schneider sen. - 1839–1845: Jakob Ulrich - 1845–1849: Wilhelm Schneider sen. - 1849–1863: Josef Speck - 1863–1868: Wilhelm Schneider jun. - 1869–1870: Philipp Neumeier - 1870–1879: Philipp Thiebauth - 1879–1885: Josef Haug - 1885–1887: Philipp Thiebauth - 1887–1893: Adolf Groß - 1893–1903: Karl Haas | - 1903–1908: Vinzenz Häfner - 1908–1913: Karl Hofner - 1913–1915: Wilhelm Ziegler - 1915–1917: Wilhelm Röttinger - 1917–1920: Josef Hügel - 1920–1929: Paul Potyka - 1929–1941: Gustav Kraft - 1941–1943: Lorenz Weiss, 1. Beigeordneter - 1943–1945: Karl Buchleither - 1945: Fritz Strauss - 1945–1946: Otto Carnier - 1946–1948: Heinrich Theophil Kaufmann, CDU - 1948–1974: Hugo Rimmelspacher, SPD, Bürgermeister, ab 1966 Oberbürgermeister - 1974–1987: Erwin Vetter, CDU, Oberbürgermeister - 1987–2003: Josef Offele, CDU, Oberbürgermeister - 2003–2011: Gabriela Büssemaker, FDP, Oberbürgermeisterin - seit Oktober 2011: Johannes Arnold (parteilos, gewählt am 24. Juli 2011, wiedergewählt am 21. Juli 2019) |

### Wappen
Blasonierung: Das Wappen ab 1346 der Stadt Ettlingen zeigt in gespaltenem Schild vorn in Gold ein roter Schrägbalken, hinten in Blau ein schwebender, silberner Zinnenturm. Die Stadtfarben sind Blau-Weiß.

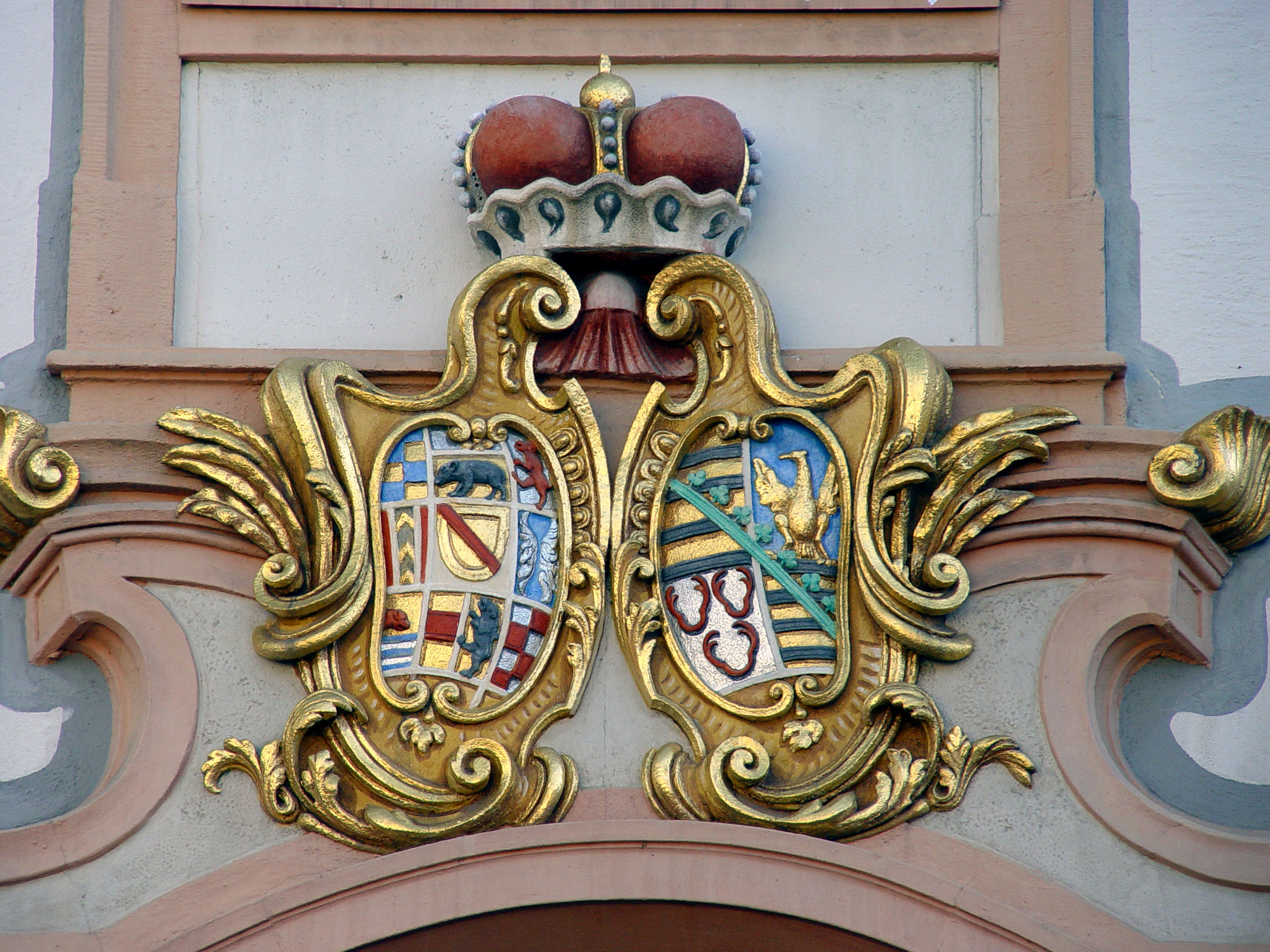
Das markgräfliche Allianzwappen

Bedeutung: Die eine Seite des Wappens ist der badische rote Schrägbalken. Es zeugt von der sehr frühen Zugehörigkeit zur Markgrafschaft Baden. Der weiße Zinnenturm soll angeblich auf das Kloster Weißenburg verweisen, das vor dem Markgrafen von Baden hier regierte, stellt aber den auf Weisung des Markgrafen (1402) auf den Kopf gestellten Lauerturm dar. Die Farben Blau-Weiß stammen aus dem Wappen des Bistums Speyer.
Wappen und Flagge wurde am 12. Februar 1976 vom Regierungspräsidium Karlsruhe neu verliehen.
Ältere Wappen: Das älteste bekannte Siegel der Stadt wird um das Jahr 1234 datiert. Es zeigte den badischen Schrägbalken, ein Schlüssel kreuzte den Schrägbalken. Der Schlüssel stand für den Heiligen Sankt Peter, den Schutzpatron des Klosters Weißenburg. Dies ist das älteste badische Stadtwappen. Der Schlüssel wurde im 14. Jahrhundert durch den Turm von Weißenburg ersetzt. Die Farben Blau und Weiß des Turmes wurden erst im 19. Jahrhundert festgelegt, als die Bischöfe von Speyer hier viel Einfluss hatten.

### Landespolitik
Ettlingen gehört zum gleichnamigen Landtagswahlkreis, der neben der Stadt selbst sechs weitere Gemeinden umfasst. Seit 2016 hat Barbara Saebel (Grüne) das Direktmandat inne, 2021 zogen neben ihr Christine Neumann (CDU) und Alena Trauschel (FDP) über Zweitmandate in den Landtag ein.

### Städtepartnerschaften
Ettlingen unterhält mit zahlreichen Städten Städtepartnerschaften:
| - Épernay, Frankreich, seit 1953 - Middelkerke, Belgien, seit 1971 - Clevedon, Vereinigtes Königreich, seit 1980 | - Löbau, Deutschland, seit 1990 - Gattschina, Russland, seit 1992 - Menfi, Italien, seit 2007 |

Die Partnerschaft mit der Stadt Epernay zählt zu den ältesten in Deutschland.
Die Stadtteile Bruchhausen, Oberweier und Schluttenbach unterhalten ebenfalls Partnerschaften mit französischen Städten, und zwar Bruchhausen mit Fère-Champenoise seit 1962, Oberweier mit Étoges seit 1973 und mit Fèrebrianges/Beaunay seit 1994 sowie Schluttenbach mit Soudron seit 1961.

## Wirtschaft und Infrastruktur

### Verkehr

#### Fernstraßen

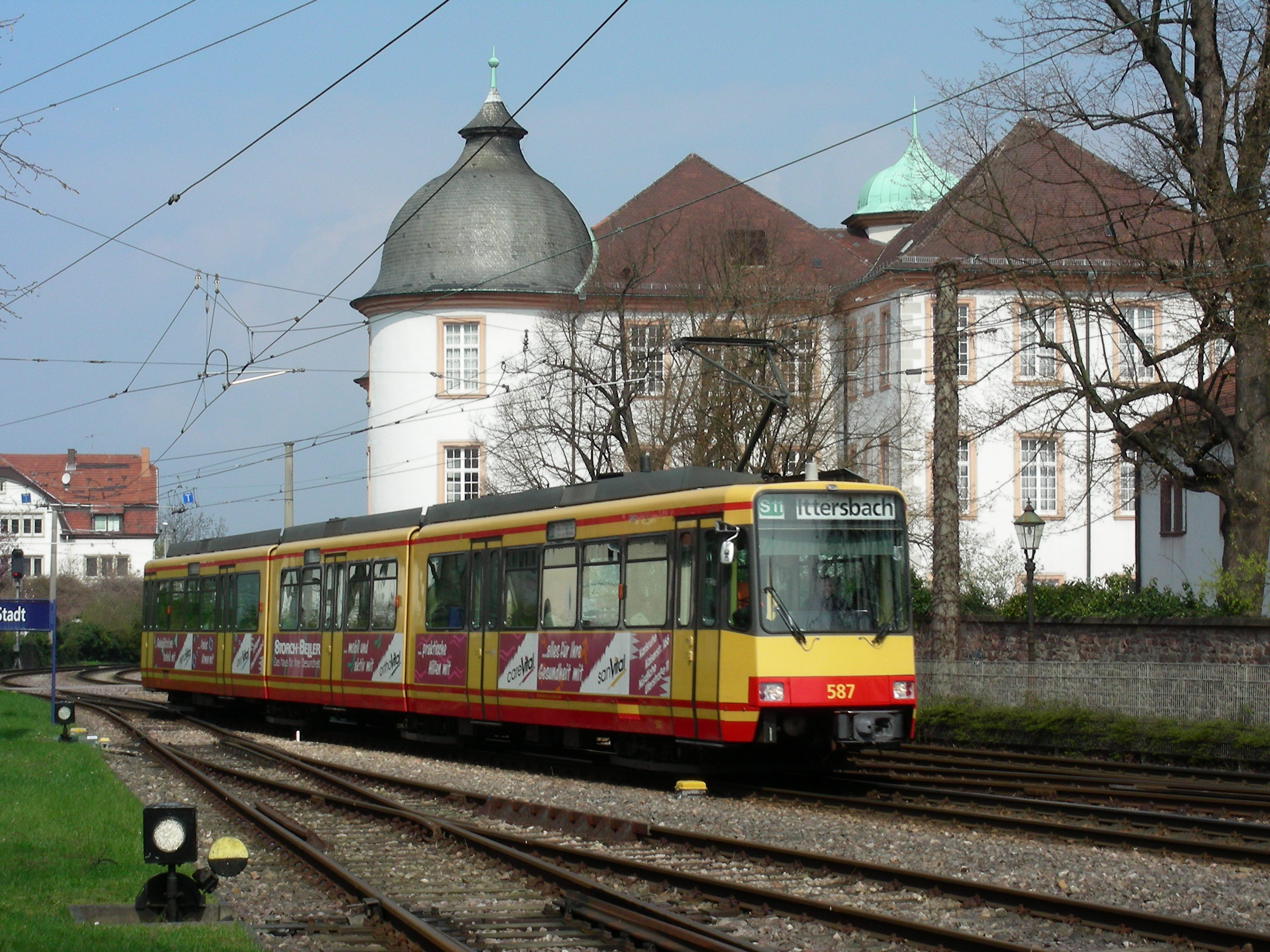
Ein Zug der Albtalbahn passiert das Ettlinger Schloss

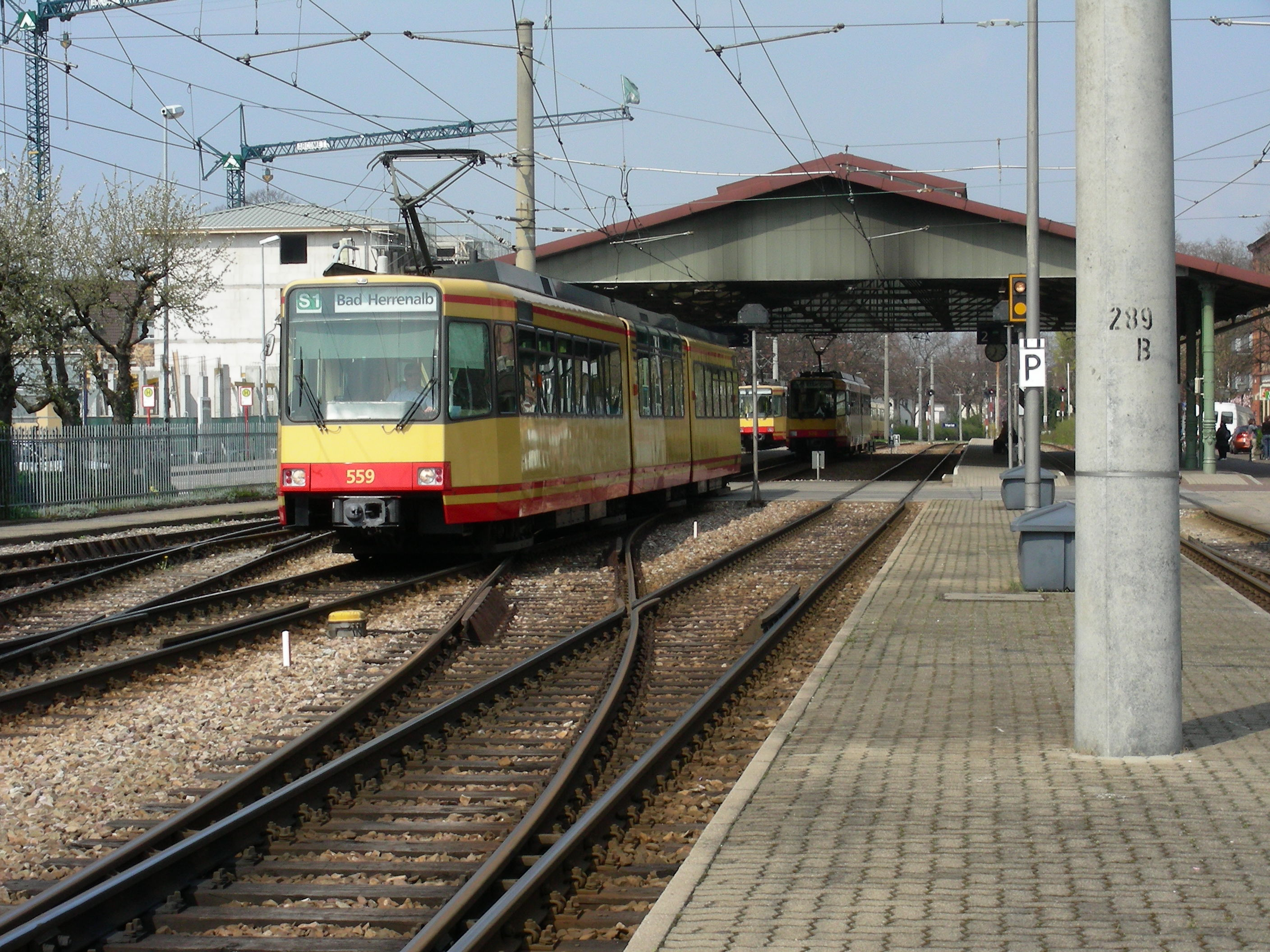
Der Bahnhof Ettlingen Stadt, betrieblicher Mittelpunkt der Albtalbahn

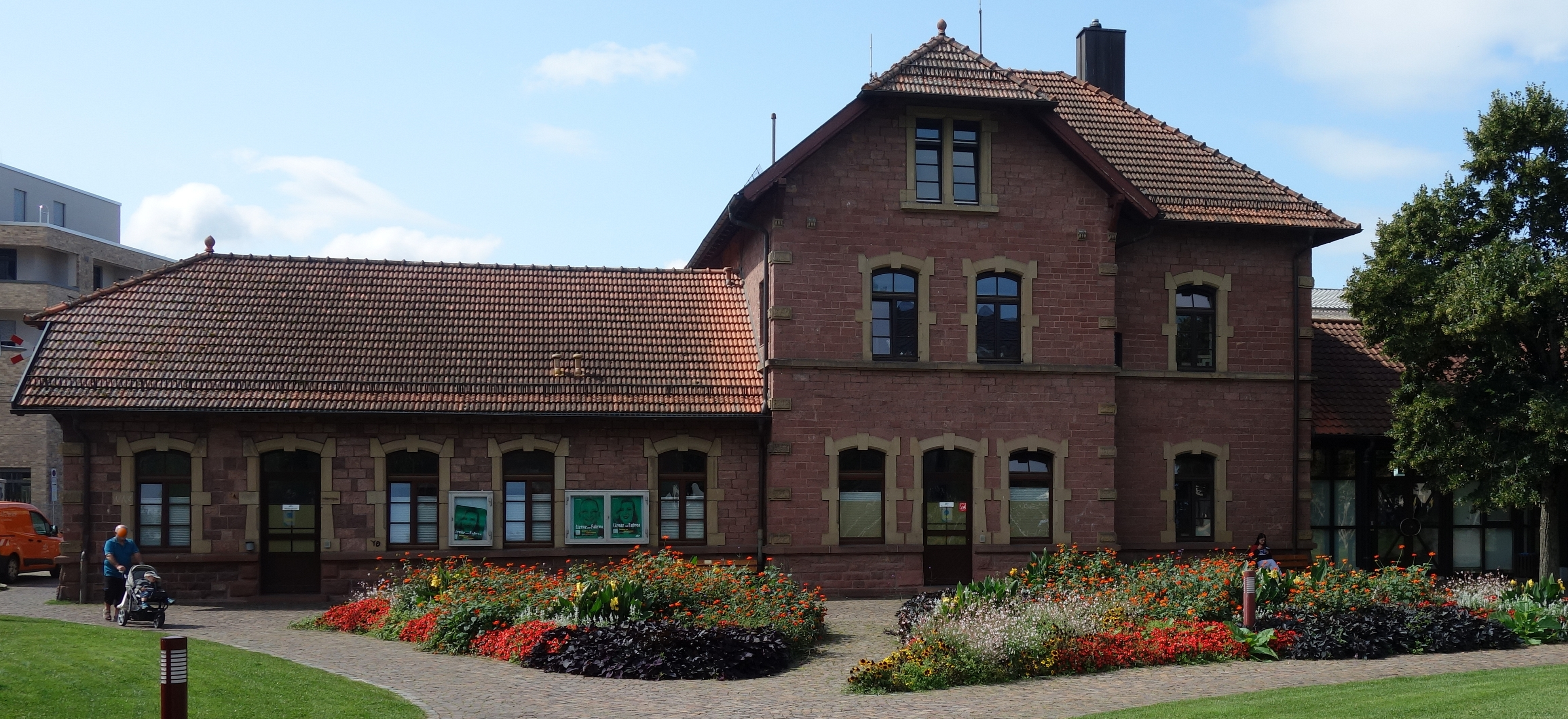
Altes Bahnhofsgebäude

Ettlingen ist per Straße über die Bundesautobahn 5 (Alsfeld – Weil am Rhein) sowie die Bundesstraße 3 (Buxtehude – Weil am Rhein) zu erreichen. Die Straße aus dem Schwarzwald von Bad Herrenalb her durch das Albtal führt seit 1994 durch einen von österreichischen Fachleuten bergmännisch vorgetriebenen Tunnel, den Wattkopftunnel, an der Stadt vorbei.

#### Bahn- und Busverkehr
An das Eisenbahnnetz angeschlossen ist die Stadt durch den Bahnhof Ettlingen West an der Bahnstrecke Mannheim–Basel (Bedienung durch die Linien S 71, RB41 und RB44) sowie mehrere Stationen an der Albtalbahn von Karlsruhe nach Bad Herrenalb (Bedienung durch die Linien S 1, S 11 und S 12), darunter „Neuwiesenreben“, „Wasen“, „Erbprinz“, „Stadt“, „Albgaubad“ und „Spinnerei“. Der Stadtteil Bruchhausen hat ebenfalls einen Haltepunkt an der Strecke Mannheim–Basel. Die Ettlinger Seitenbahn wiederum verbindet den Bahnhof Ettlingen West mit dem Bahnhof Ettlingen Stadt, weist aber nur saisonal einzelne Reisezüge auf.
Des Weiteren verkehrt in Ettlingen in den Abendstunden und am Wochenende ein sogenannter On-Demand-Verkehr namens KVV.MyShuttle.

#### Radverkehr
Durch eine Alltagsroute aus dem Radnetz Baden-Württemberg ist Ettlingen mit Karlsruhe und über den Stadtteil Ettlingenweier, am Stadtteil Oberweier vorbei und über Malsch mit Rastatt und mit Kuppenheim verbunden.
Durch Ettlingen verlaufen die folgenden Landes-Radfernwege:
- Der Badische Weinradweg[34] führt von Grenzach-Wyhlen am Hochrhein nach Laudenbach im Rhein-Neckar-Kreis, dabei werden sieben der neun badischen Weinanbaugebiete untereinander verbunden. Die Route verläuft dabei von Rastatt (Stadtteil Rauental) kommend über Malsch nach Ettlingen und weiter nach Durlach.
- Der Naturpark-Radweg Schwarzwald Mitte/Nord führt rund um selbigen Naturpark und verläuft dabei vom Gaggenauer Stadtteil Bad Rotenfels kommend über Malsch nach Ettlingen und weiter durch das Albtal und über Straubenhardt nach Neuenbürg im Enztal.

### Ansässige Unternehmen
Ettlingen war in der Vergangenheit bekannt für seine Papierfabriken. Die eigentliche Papierherstellung ist dann aber im 20. Jahrhundert mehr und mehr abgewandert, inzwischen ist nur noch die Papierverarbeitung geblieben. Eine besondere Stellung nimmt bzw. nahm dabei die Firma Schneidersöhne als größter Arbeitgeber Ettlingens ein. Ehemals Europas größter Papierhändler in Familienbesitz, gehört Schneidersöhne seit 2005 zur Papyrus-Gruppe und wurde 2010 vollständig in diese integriert, der Name Schneidersöhne verschwand dadurch vom Markt.
Die Firma Bardusch hat in Ettlingen ihren Stammsitz und ist international tätig. Bardusch ist ein Textilleasingunternehmen, das unter anderem Berufsbekleidung und Stoffhandtuchspender anbietet. Ebenfalls europaweit tätig ist das Ettlinger Informationstechnikunternehmen Vivavis AG mit der Konzernzentrale der Unternehmensgruppe Vivavis. Die mehr als 250 Mitarbeiter entwickeln und liefern Software für die Energiewirtschaft. Am nördlichen Ortseingang von Ettlingen befindet sich eine Niederlassung des IT-Beratungsunternehmens Cirquent. Die Firma AMO (Abbott Medical Optics Germany GmbH), die Produkte aus der Ophthalmo-Chirurgie und der Kontaktlinsenhygiene anbietet, hat in Ettlingen ihre Zentrale für Europa, Afrika und Asia-Pacific.
Unter den größten Ettlinger Arbeitgebern findet sich auch die walter TeleMedien-Gruppe, ein führendes Unternehmen der Call-Center-Branche, welches am Ettlinger Standort über 1000 Mitarbeiter (Stand 2005) in Festanstellung beschäftigt. Walter wird dem sogenannten Billiglohn-Sektor zugeordnet. Das Unternehmen wurde in den 1990er Jahren regional bekannt, da es bei einem Großteil seiner damals freiberuflichen Mitarbeiter zu steuerlichen Problemen kam.
Auch Bruker Optik mit 344 Mitarbeitern ist ein weiterer wichtiger Arbeitgeber der Region. Es werden unter anderem Infrarotspektroskope produziert.
Weithin bekannt war auch der Skandal um die Ettlinger Firma FlowTex, deren betrügerische Geschäfte mit nicht vorhandenen Bohrgeräten im Jahre 2000 aufgedeckt wurden.

### Medien
In Ettlingen erscheint als Tageszeitung eine Lokalausgabe der in Karlsruhe verlegten Badischen Neuesten Nachrichten (BNN).
Als Wochenzeitung erscheint immer sonntags „Der Sonntag“, das kostenlose Wochenblatt. „Boulevard Baden“ wurde im Oktober 2013 eingestellt. Das Amtsblatt Ettlingen erscheint donnerstags im gesamten Stadtgebiet einschließlich der Stadtteile und wird kostenfrei an alle Haushalte verteilt.
Die Karlsruher Online-Zeitung ka-news berichtet ebenfalls über Ereignisse in Ettlingen.
Das regionale Fernsehprogramm Baden TV wird in das Ettlinger Kabelnetz eingespeist.
Seit Februar 2014 sendet „radioEttlingen.de“, aus den Räumen der Virtualys Multimedia KG in Waldbronn bei Ettlingen.

### Gerichte, Behörden und Einrichtungen
Ettlingen hat ein Amtsgericht, das zum Bezirk des Landgerichts Karlsruhe gehört, ein Finanzamt und eine Geschäftsstelle der Bundesagentur für Arbeit. Bis 2008 war die Stadt Sitz des Dekanates Ettlingen, das nach 800-jähriger Geschichte in das Dekanat Karlsruhe des Erzbistums Freiburg überging.
Seit März 2006 befindet sich in Ettlingen das stationäre Hospiz Arista, das Sterbende aus dem Landkreis und der Stadt Karlsruhe auf ihrem letzten Weg begleitet.

### Bildung
In Ettlingen befinden sich folgende Schulen in Trägerschaft der Stadt:
- sieben Grundschulen: Thiebauthschule, Geschwister-Scholl-Schule Bruchhausen, Erich-Kästner-Schule Ettlingenweier, Hans-Thoma-Schule Spessart, Johann-Peter-Hebel-Schule Schöllbronn, Pestalozzischule und die Grundschule Oberweier.
- eine Grund- und Werkrealschule: Schillerschule.
- drei allgemeinbildende Gymnasien: Eichendorff-Gymnasium und Albertus-Magnus-Gymnasium (beide öffentlich) sowie das private Heisenberg-Gymnasium Ettlingen.
- drei berufliche Gymnasien: Bertha-von-Suttner-Schule (Biotechnologie/Agrawissenschaftlich), Wilhelm-Röpke-Schule (Wirtschaft) und Albert-Einstein-Schule (Technik).
- zwei Realschulen: Anne-Frank-Realschule und Wilhelm-Lorenz-Realschule
- ein Sonderpädagogisches Bildungs- und Beratungszentrum (SBBZ) mit dem Förderschwerpunkt Lernen : Carl-Orff-Schule.

Der Landkreis Karlsruhe ist Träger der Gartenschule (SBBZ mit dem Förderschwerpunkt geistige Entwicklung) sowie der drei beruflichen Schulen Albert-Einstein-Schule (Gewerbliche Schule), Bertha-von-Suttner-Schule (Hauswirtschaftliche Schule) und Wilhelm-Röpke-Schule (Kaufmännische Schule).
Ferner besteht die private St. Augustinusschule (SBBZ mit dem Förderschwerpunkt emotionale und soziale Entwicklung).

## Kultur und Sehenswürdigkeiten

### Mundart
Sprachwissenschaftlich gehört der Ettlinger Dialekt zu den südrheinfränkischen Dialekten, umgangssprachlich wird die Mundart als Badisch bezeichnet.

### Theater

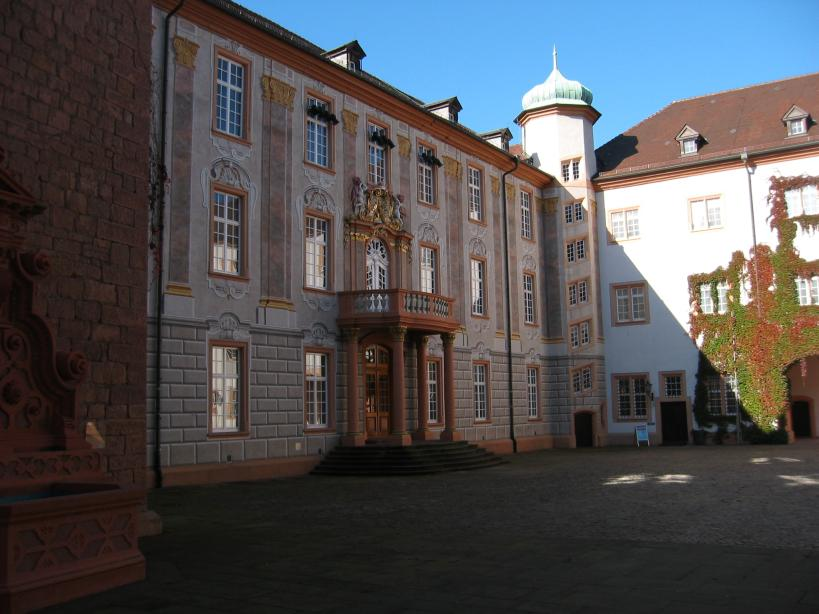
Innenhof des Schlosses

Der Innenhof des Ettlinger Schlosses dient im Sommer den Schlossfestspielen als Veranstaltungsort.
Die „kleine bühne ettlingen“ ist ein Theaterverein, der seit 1982 in der Großen Kreisstadt Ettlingen aktiv ist. In jeder Spielzeit bringen die Mitglieder des Erwachsenentheaters zwei Eigenproduktionen heraus. Zusammen mit den Aufführungen des Jugendtheaters Arcobaleno sind es drei Eigenproduktionen, die pro Spielzeit auf dem Spielplan stehen. Wer Lust daran hat, unter professionellen Bedingungen aufzutreten, kann mitmachen. Unter dem Namen Arcobaleno können Kinder – ab 10 Jahren – und Jugendliche ihr schauspielerisches Talent ausprobieren. Neben diesen Aktivitäten fördert die „kleine bühne ettlingen“ als Veranstalter die Kleinkunst. Künstler aus der Region erhalten die Möglichkeit, sich dem Publikum zu präsentieren.

### Kabarett
„Graue Zellen“ heißt ein Ettlinger Kabarett,  das eines der ältesten Senioren-Kabaretts Deutschlands ist.
Einer der Gründer des Ensembles ist Fritz Pechovsky (* 1925). Er schreibt seit 1995 jedes Jahr ein neues Programm – Satire mit zeitkritischen und gesellschaftspolitischen Themen, mit dem die Gruppe bundesweit auf Bühnen unterwegs ist.

### Museen
Das Museum Ettlingen im Schloss bietet Sonderausstellungen zu Kunst, Völkerkunde und Archäologie und gelegentlich auch Wechselausstellungen zu unterschiedlichen Themen. Die Städtische Galerie im Museum beherbergt insbesondere eine umfangreiche Sammlung von Werken der Maler und Bildhauer Karl Hofer und Karl Albiker. Die Museumsgesellschaft Ettlingen ist der Förderverein des Museums, der auch eigene Ausstellungen veranstaltet.

### Gedenkstätten und Totengedenken
Seit 1966 erinnert am ehemaligen Standort der Synagoge eine Gedenktafel an die Zerstörung beim Novemberpogrom 1938. Zum Gedenken an die Holocaust-Opfer aus Ettlingen wurde im Jahre 2008, in der Nähe des alten Synagogenstandortes, eine Gedenkplatte errichtet.
Daneben gibt es noch mehrere Gedenkstätten für Ettlinger Soldaten, welche während der drei Kriege 1870/1871, 1914–1918, 1939–1945 gefallen sind. Zum Beispiel existiert eine Namenstafel im Torbogen des Rathausturmes (unterhalb des Kriegerdenkmals von Oskar Kiefer), die die Namen der im Ersten Weltkrieg gefallenen Ettlinger auflistet.
Auch in den Ettlinger Stadtteilen gibt es Denkmäler an die Opfer beider Weltkriege. Jedes Jahr wird am Totensonntag vor dem Kriegerdenkmal am Rathausturm ein Kranz zum Gedenken an alle weltweiten Kriegsopfer niedergelegt. Wie in ganz Deutschland wird auch am Volkstrauertag auf dem Friedhof ein Totengedenken abgehalten.
2023 wurde in der Nähe des Ettlinger Friedhofs eine Gedenkstätte für Otto Hörner, der schon in Yad Vashem als Gerechter unten den Völkern ausgezeichnet wurde, errichtet.

### Musik
Neben der Musikschule Ettlingen gibt es seit einigen Jahren auch einen Jazz-Club („Birdland 59“). Darüber hinaus finden Musik-Veranstaltungen verschiedener Couleur statt, beispielsweise in der Stadthalle, der Schlossgartenhalle und dem Asamsaal des Schlosses.
In Ettlingen findet seit 1988 alle zwei Jahre der weltweit renommierte „Internationale Wettbewerb für Junge Pianisten“ statt. 1994 gewannen z. B. der damals elfjährige Lang Lang und 2000 die damals zwölfjährige Lise de la Salle den 1. Preis der Kategorie A (bis 15 Jahre).
Im Jahre 2005 hat sich das aus einer Gruppierung der Kolpingsfamilie Ettlingen hervorgegangene Mandolinenorchester neu gegründet. Das Ziel dieses Orchesters besteht hauptsächlich in der Verbreitung und Bekanntmachung der Mandoline und deren Musik sowie Unterricht in Mandoline und Gitarre.
Den Musikverein Ettlingen gibt es seit über 100 Jahren. Gegründet 1920 bemüht er sich, die Bürger aus nah und fern musikalisch bei Auftritten und bei aufwändig gestalteten Konzerten in den schönen Ettlinger Hallen zu verzücken. Seit dem Jahr 2000 bildet der Verein gemeinsam mit dem benachbarten und befreundeten Musikverein Harmonie Rüppurr ein großes Blasorchester. Zwei Konzerte jährlich, die musikalische Begleitung der Eröffnungsfeier zum Ettlinger Marktfest (Siehe auch: Regelmäßige Veranstaltungen) und die Umrahmung der eindrucksvollen Weihnachtsstunden im Ettlinger Schlosshof sind feste Bestandteile des Vereinsprogramms und des Vereinslebens.
Seit 2006 findet jedes Jahr im Horbachpark der Bandcontest, ein Musikwettbewerb zwischen den Ettlinger Schulen, statt, der bei schlechtem Wetter auf die „Schlossgartenhalle“ (neben dem Ettlinger Schloss gelegen) verlegt wird. Die bisherigen Gewinner waren Metaphor (Albertus Magnus Gymnasium, 2006), Sons of Sounds (Albertus Magnus Gymnasium, 2007) und Demorian (Albertus Magnus Gymnasium, 2008), Orange Jack (Realschule Karlsbad, 2009), Granny Smith (Eichendorff-Gymnasium, 2010), A New Era Calling (Schule unbekannt, 2011), Run Liberty Run (eh. Rune) (Schule unbekannt, 2012), Haze (Schule unbekannt, 2013).
Von 2003 bis 2013 fand jährlich das Musikfestival Rock in der Kaserne statt. 2008 kamen laut Medien mehr als 1500 Besucher zu dieser Veranstaltung. Bands wie Heisskalt, Bakkushan, Auletta, Yakuzi, Itchy Poopzkid, AKa Frontage, Novokain, Benzin, Ben*Jammin und My baby wants to eat your pussy traten auf dem Festival auf. Zudem bekamen die Sieger des Ettlinger Bandcontest dort die Möglichkeit, vor großem Publikum aufzutreten.

### Bauwerke

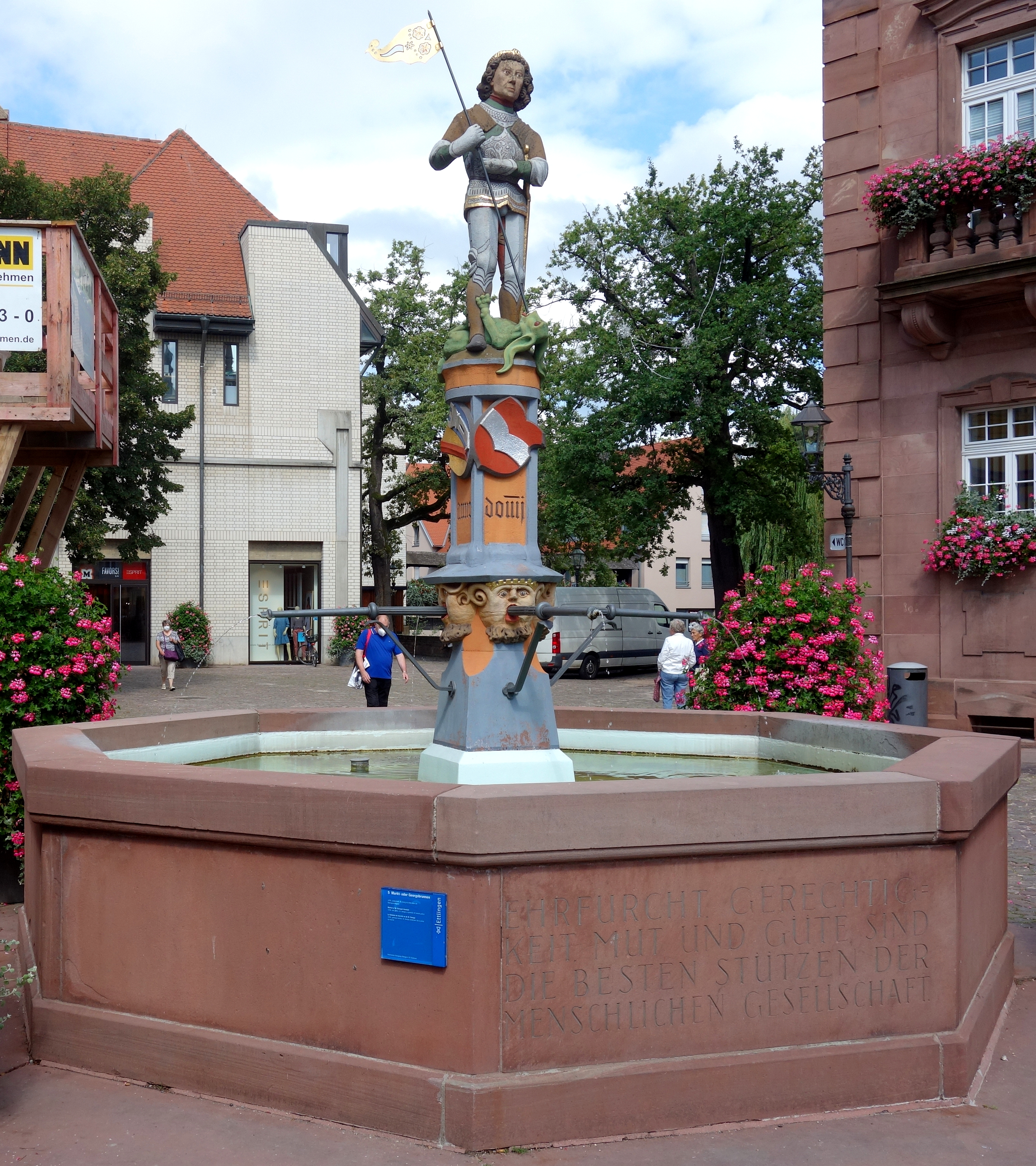
Spätgotischer Marktbrunnen oder Georgsbrunnen von 1494

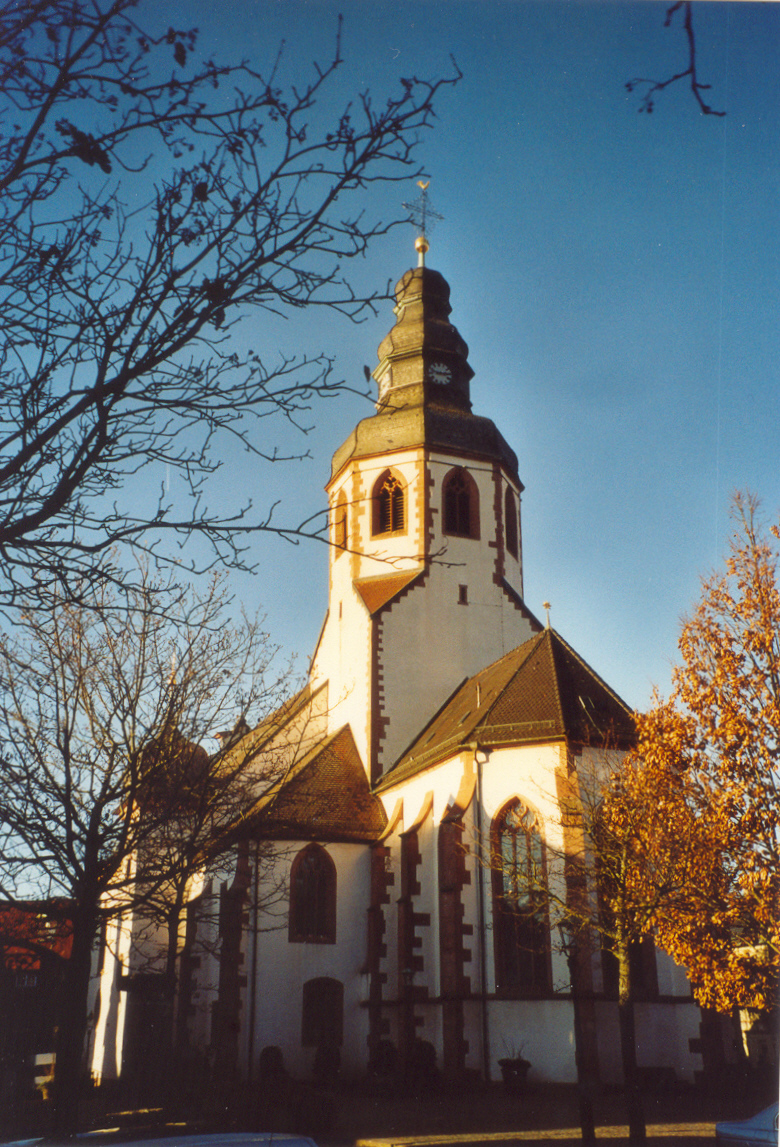
St. Martin – Rückseite

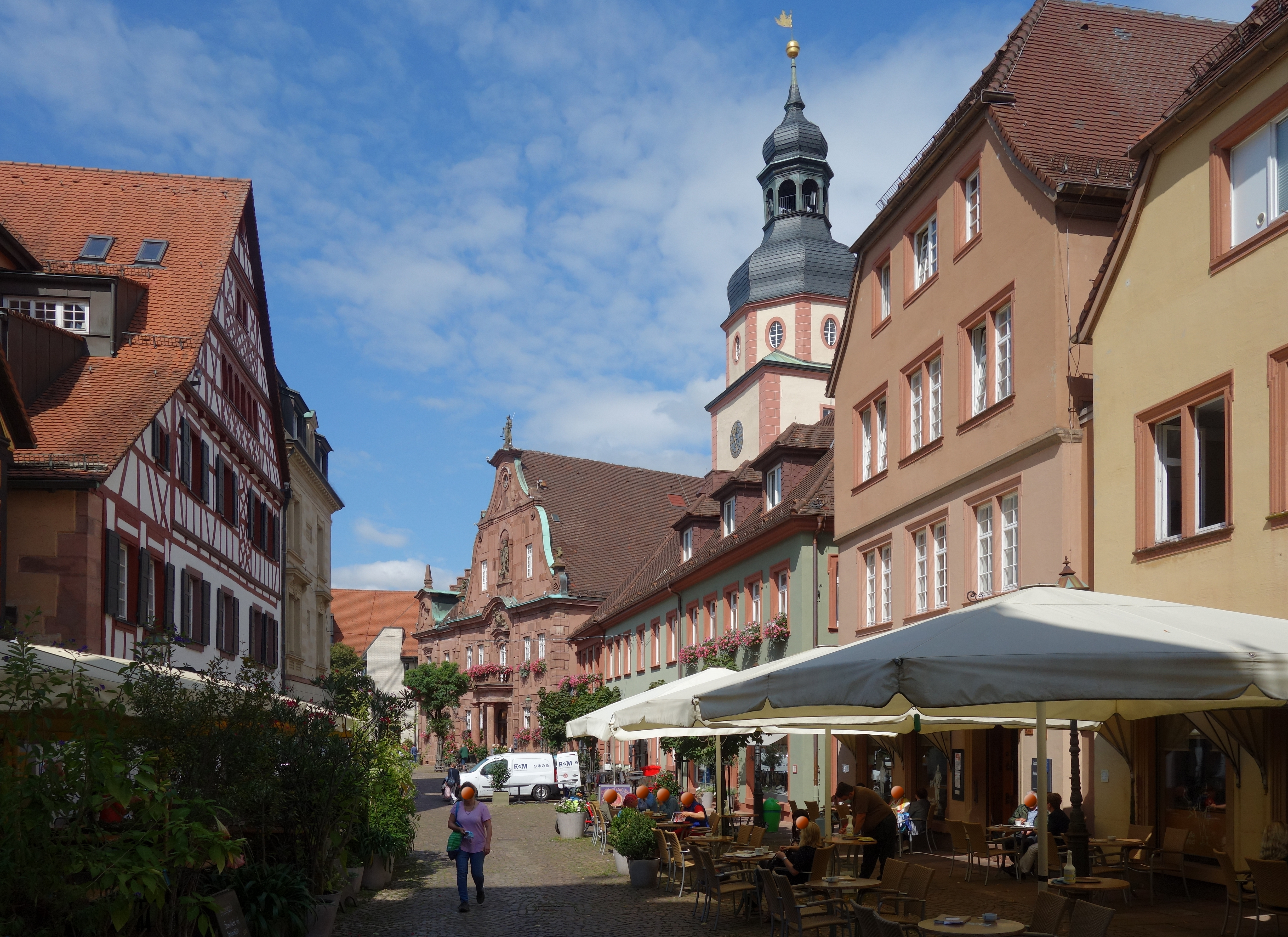
Kirchenplatz mit Rathaus

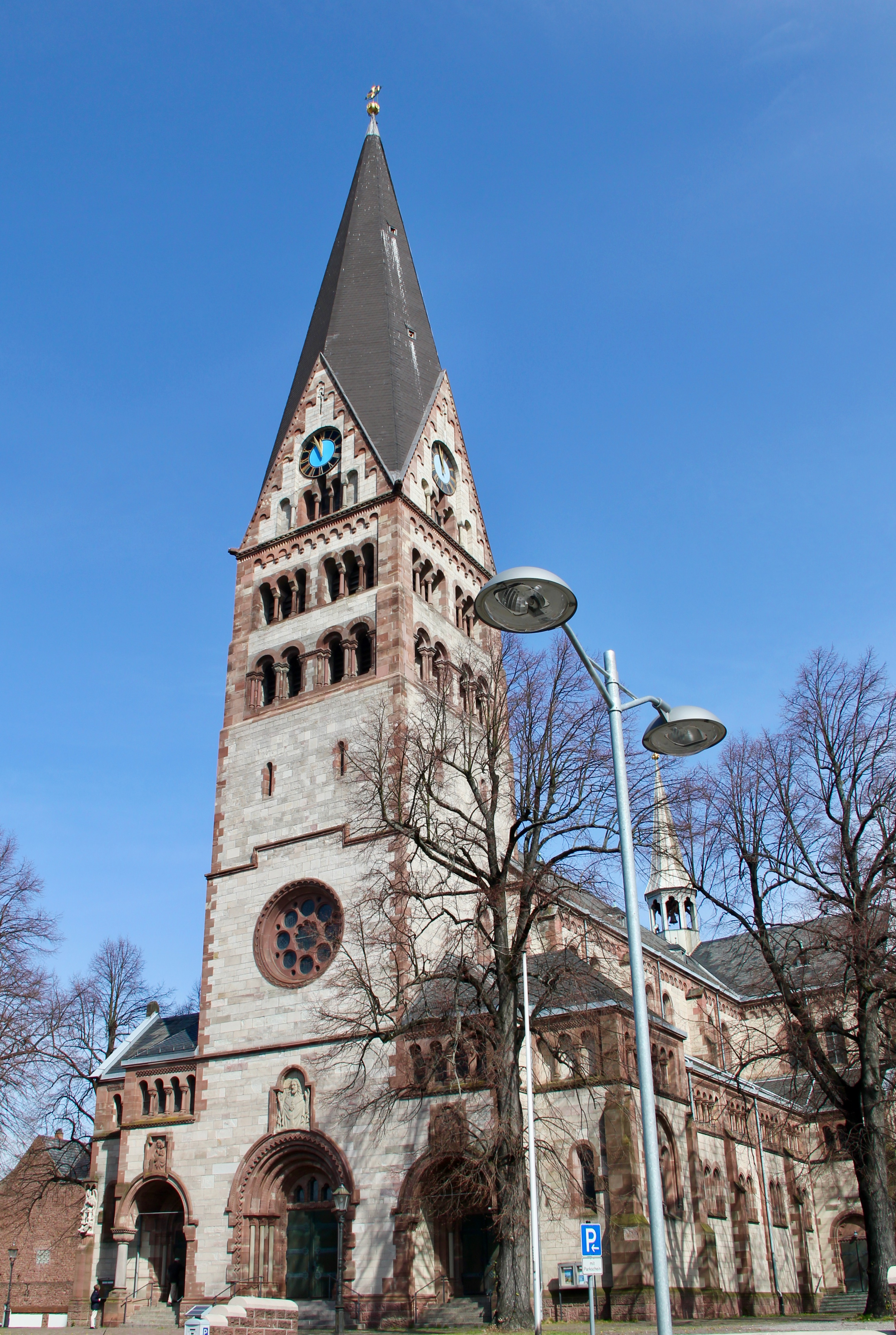
Herz-Jesu-Kirche

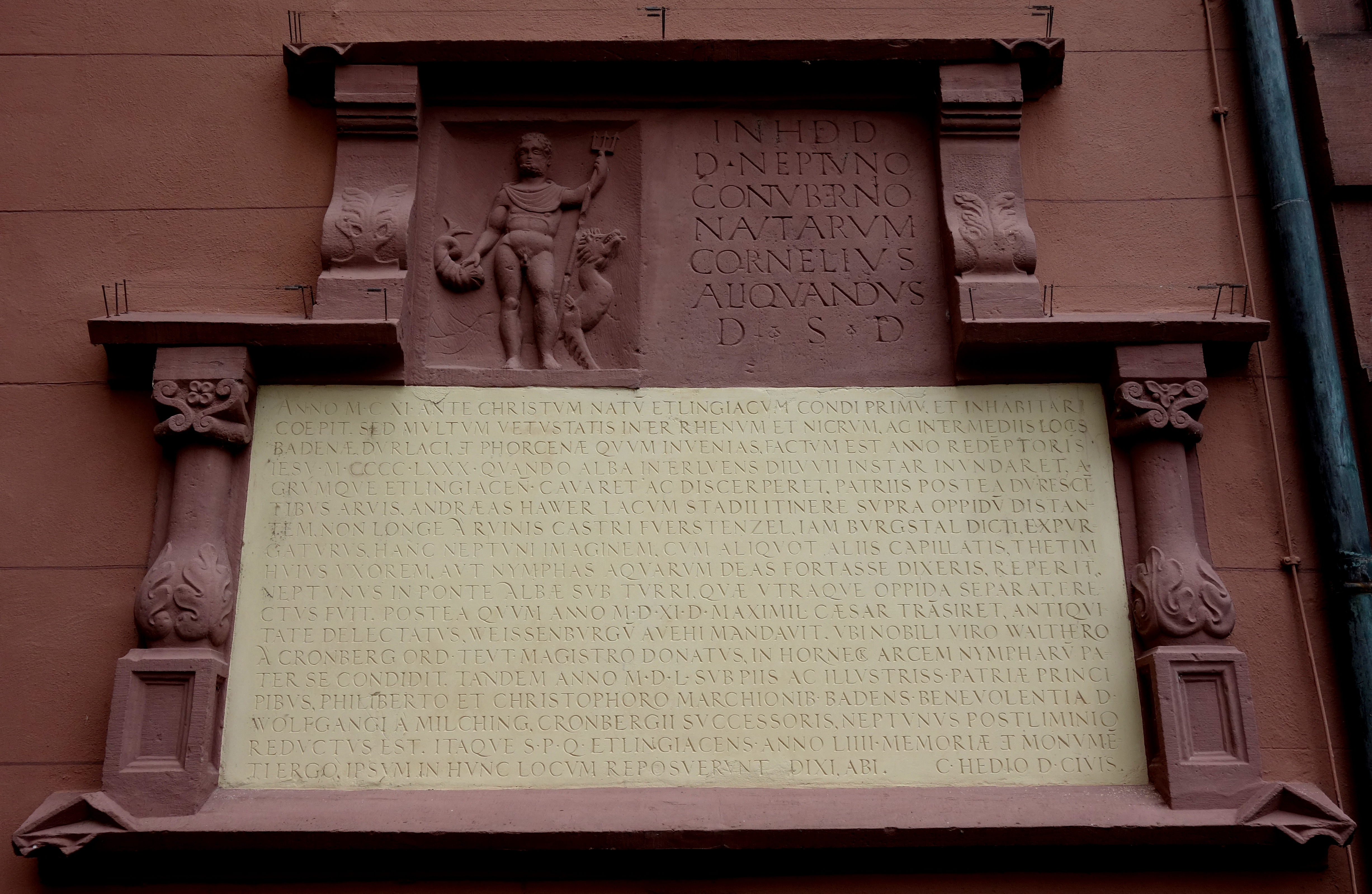
Römischer Neptunstein aus dem 3. Jh. n. Chr.

Hauptsehenswürdigkeit der Stadt ist das Markgräfliche Schloss, das 1727–1733 nach Plänen von Johann Michael Ludwig Rohrer erbaut wurde, mit dem berühmten Asamsaal.
Die katholische Pfarrkirche St. Martin wurde 1732/1733 wiederaufgebaut; sie steht über einem römischen Bad und hat eine zweitausendjährige Geschichte. Das Fundament der Martinskirche steht auf den römischen Ruinen aus dem 2. Jahrhundert, der untere Turmschaft ist romanisch und stammt aus dem 12. Jahrhundert. Im 14. Jahrhundert wurde der gotische achteckige Turm erbaut, dessen Behelmung 1715 im Barock erfolgte. Der gotische Chor stammt aus dem 15. Jahrhundert und wurde 1733 mit einem barocken Langhaus erweitert. An der Westfassade von St. Martin sieht man die Plastik des Heiligen und das markgräfliche Allianzwappen. Die Orgel stammt von den Gebrüdern Stieffell, den Söhnen des Johann Ferdinand Balthasar Stieffell. Die jüngste Errungenschaft ist das Deckengemälde von Emil Wachter aus dem Jahre 1988, das 812 m² umfasst.
Weitere Kirchen sind die evangelische Johanneskirche sowie die Herz-Jesu-Kirche mit dem knapp 70 Meter hohen Kirchturm, dem höchsten Gebäude in Ettlingen, und der 1990 von Clemens Hillebrand ausgemalten Vierungskuppel, die von 1902 bis 1906 im neoromanischen Stil nach Plänen von Johannes Schroth, Leiter des Erzbischöflichen Bauamts in Karlsruhe, errichtet wurde.
Das Rathaus stammt aus der Zeit von 1737/1738. Von der Stadtbefestigung sind einige Mauerteile sowie der Lauerturm erhalten. Zu den Sehenswürdigkeiten der Stadt Ettlingen zählt der spätgotische Georgsbrunnen auf dem Marktplatz aus dem Jahre 1494. Am Brunnenschaft befinden sich die vier Wappen von Österreich (vorne), Baden-Sponheim (rechts), Ettlingen (links) und Trier (hinten). Der aus dem 13. Jahrhundert stammende Rathausturm war ein ehemaliges Stadttor, es wurde 1737/1739 mit einem Achteck und einer barocken Behelmung aufgestockt und mit dem Rathaus verbunden.
Zu nennen sind ferner der Bismarckturm am Rand des Wattkopfs, der Narrenbrunnen von 1549, auf dem Renaissancebrunnen ist am Brunnenschaft das Porträt des Hofnarren Hans von Singen, der Neptunstein aus der Römerzeit, die Nepomukstatue von 1724 und die Obere Papiermühle, ein Fachwerkbau mit Mansarddach von 1791.
Eine weitere Sehenswürdigkeit ist das Hotel-Restaurant Erbprinz. Der zur Straße gelegene Teil des Gebäudekomplexes, der auch gleichzeitig der älteste ist, ist als stadtbildprägendes Gebäude deklariert und beinhaltet heute eine Weinstube.
Wichtige Beiträge zur Kultur Ettlingens leistet seit den 1980er Jahren das Künstlerhaus auf der Wilhelmshöhe, das bei seiner Gründung 1898 zunächst als Kurhotel diente. Zwischen den beiden Weltkriegen wurde die Wilhelmshöhe als Sportinternat genutzt. Unter dem Deckmantel der sportlichen Ertüchtigung kam es in der Folge zu einer Instrumentalisierung der Institution. In den 1930ern war die Wilhelmshöhe Olympiastützpunkt. Während des Zweiten Weltkriegs wurden die Sportkurse zunächst fortgeführt. 1941 eröffnete man hier ein geheimes  Reservelazarett, später wurde die Wilhelmshöhe zum Hauptverbandsplatz erklärt, wo man auch Schwerstverwundete behandelte.

### Parks

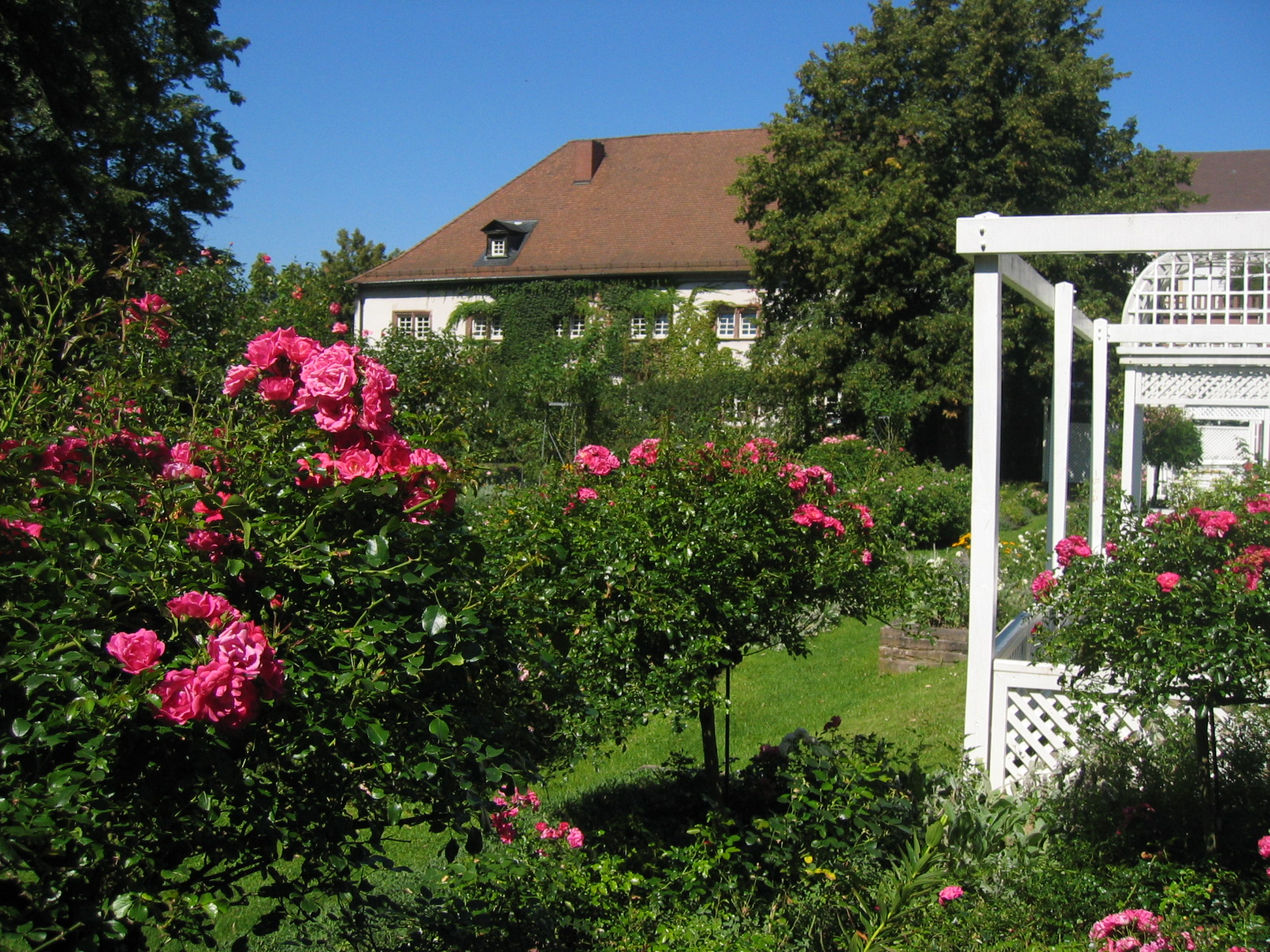
Rosengarten beim markgräflichen Schloss

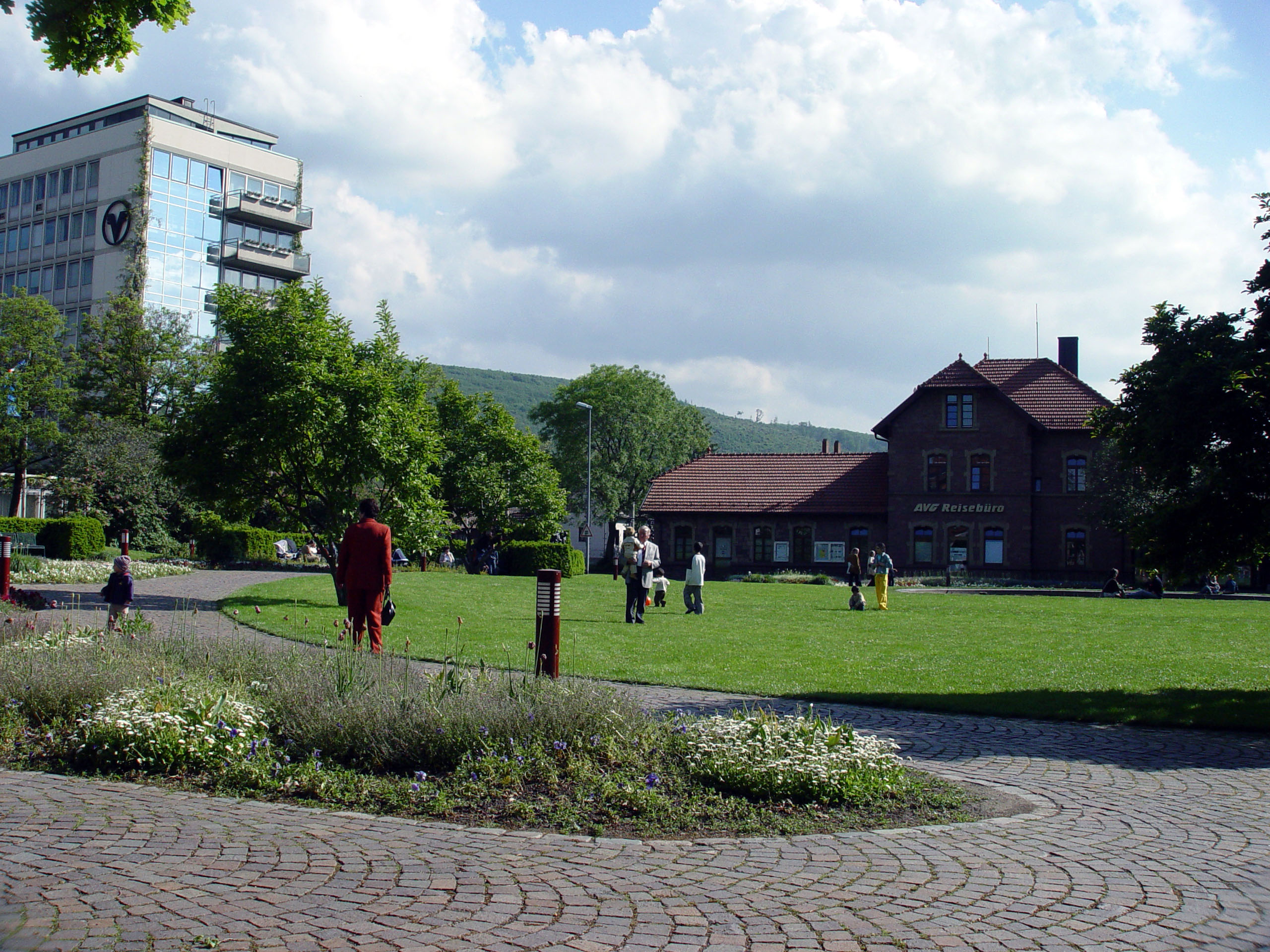
Der Ettlinger Stadtgarten (vor 2010)

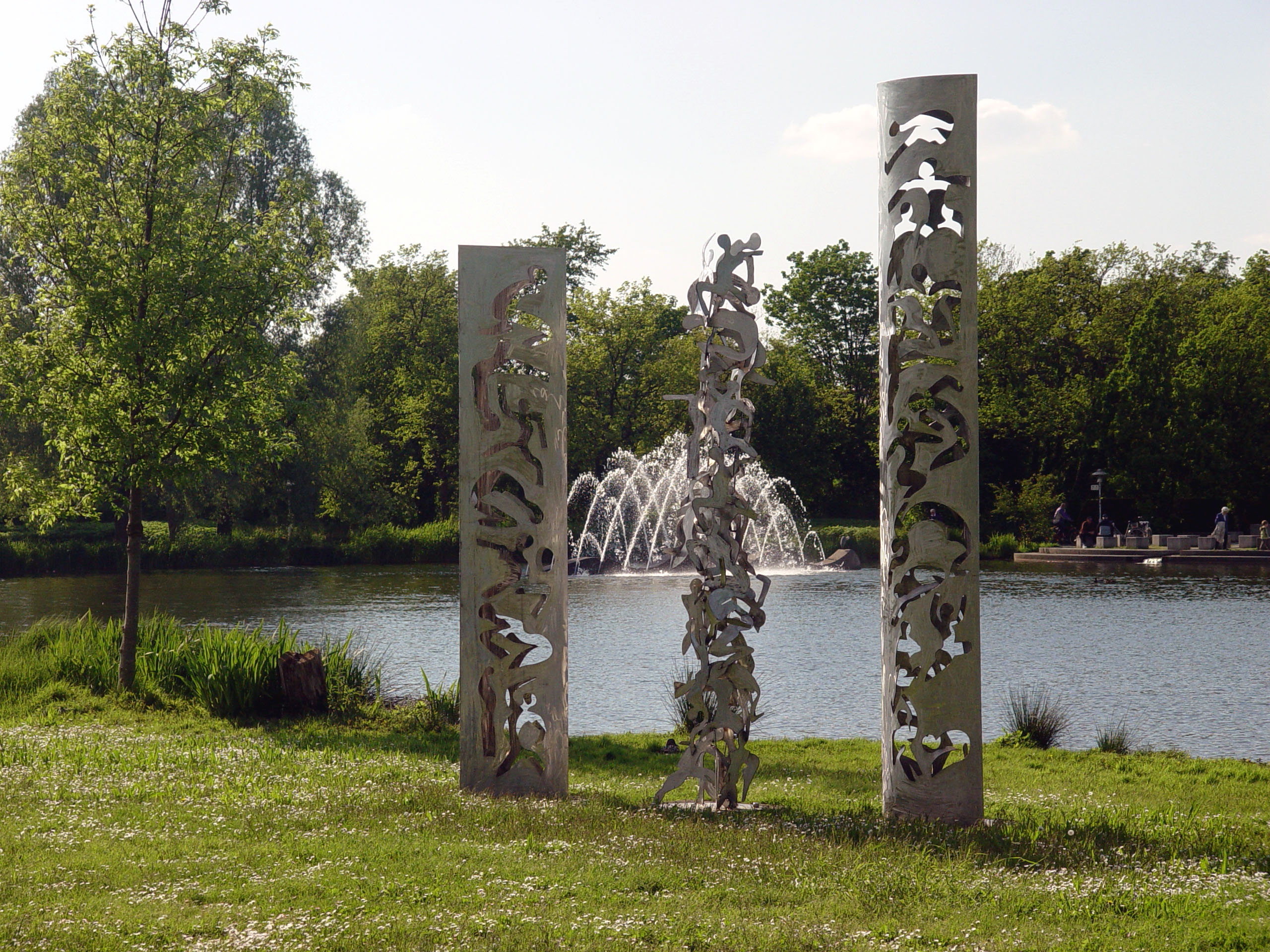
Skulptur im Horbach-Park

Zur Landesgartenschau 1988 wurde im Süden der Stadt eine größere Fläche in einen Park mit Wasserlauf und See umgewandelt. Heute dient der Horbachpark hauptsächlich den Spaziergängern und den Modellbootfans. Der Rosengarten im ehemaligen Gartengelände am markgräflichen Schloss wurde gleichfalls zur Gartenschau angelegt.
In östlicher Richtung, etwas versteckt, liegt der kleinere Watthaldenpark mit einem Teich und vielen alten Bäumen. Hier findet einmal im Jahr an einem Sommerwochenende das Watthalden-Festival mit Musik aus den unterschiedlichsten Richtungen statt. Hinter der Herz-Jesu-Kirche findet sich ebenfalls eine kleine Parkfläche, der Alte Friedhof. Heute als Erholungsfläche genutzt, befand sich hier früher der Friedhof der Stadt. Eine ebenfalls beliebte Grünfläche ist die Grasfläche des Ettlinger Stadtparks, auf der sich ein zum Anlass der Landesgartenschau gebauter Springbrunnen befindet. Die Grünfläche wird von den kunstvoll bepflanzten Beeten der Stadtgärtner umrahmt, vom Stadtpark aus besteht direkter Anschluss zur Albtalbahn.

### Regelmäßige Veranstaltungen
In Ettlingen finden jeden Sommer die überregional bekannten Schlossfestspiele statt, mehrere Monate lang werden Theaterstücke und Musicals aufgeführt, sowohl klassische als auch moderne Stücke. Die Aufführungen finden vor allem im Freien im Schlosshof statt, teilweise auch in der danebenliegenden Halle. In der Vergangenheit wurde auch schon das gesamte Stadtgebiet inklusive Wagen und Hallen der Albtalbahn mit einbezogen.
An jedem letzten Augustwochenende findet in der historischen Altstadt das Marktfest statt, bei dem sich die meisten Ettlinger Vereine präsentieren. Jedes Jahr bewegt sich die Besucherzahl zwischen 30.000 und 40.000, was dieses Fest zu einer regional sehr bekannten Veranstaltung macht.
Auch Fasching wird jedes Jahr in Ettlingen gefeiert. So gibt es mehrere, regional bekannte Umzüge in Ettlingen. Der größte Fastnachtsumzug führt durch die Ettlinger Innenstadt. Mitunter kommen dort bis zu 20.000 Zuschauer aus der Region. Daneben finden noch Umzüge in Schöllbronn und in Spessart statt. In der Narrenvereinigung Ettlingen sind zur Zeit zehn ortsansässige Narrenvereine organisiert.

### Dampflok-Nostalgie
Während des Sommers finden viele Nostalgiefahrten mit Dampflokomotiven statt. Die Ulmer Eisenbahnfreunde, einer der größten Museumsbahnvereine Deutschlands, betreiben mehrere Lokomotiven, die in der Nähe von Ettlingen untergebracht sind. Die Fahrten finden auf der Albtalbahn statt.

### Sport
Im Jahr 2010 fusionierten mit dem Ettlinger SV 1847 e. V. und seinem Nachbarverein, dem ASV 05 Ettlingen, zwei Sportvereine der Stadt zur Spiel- und Sportvereinigung Ettlingen 1847 e. V.
In Ettlingen gibt es viele Sportvereine. Überregional bekannt wurden der SSV Ettlingen, mit dessen Volleyballdamen, welche für ein Jahr in der 1. Bundesliga spielten, oder der TV Schluttenbach, dessen Faustballherren ebenfalls in den höchsten deutschen Ligen spielte.
Einer der erfolgreichsten Sportvereine war der Judo-Club Ettlingen, der seit 1999 in der 1. Judo-Bundesliga aktiv war, welcher sich aber 2017 aus der Bundesliga zurückzog.
Die Herren- und Damenmannschaften des Kegelclubs spielen in der zweithöchsten und höchsten Kegelsportliga.
Der größte Sportverein der Stadt ist die Sektion Ettlingen des Deutschen Alpenvereins mit (Stand: 31. Dezember 2021) 2.316 Mitgliedern. Sie betreibt die Erfurter Hütte im Rofangebirge und Schönbrunner Hütte im Nordschwarzwald.
Größere Freiluft-Veranstaltungen finden meistens im Sportpark Baggerloch (früher Albgaustadion, im Volksmund meist nur „Baggerloch“ genannt) statt. Dort werden auch die Heimspiele des Fußballvereins SSV Ettlingen ausgetragen. Im Jahr 1991 kamen Rod Stewart und Joe Cocker nach Ettlingen und gaben im Albgau-Stadion ein Konzert vor ca. 22.000 Zuschauern.

## Persönlichkeiten

### Ehrenbürger
Die Stadt Ettlingen bzw. die früheren Gemeinden im heutigen Stadtgebiet haben folgenden Personen das Ehrenbürgerrecht verliehen:
Ehrenbürger der Stadt Ettlingen
- 1882: Anton Bell, Seminarmusiklehrer
- 1894: Joseph Schleinkofer, Gerichtsnotar
- 1896: Friedrich Kücherer, Gewerbe- und Reallehrer
- 1904: Karl Hofheinz, Oberlehrer
- 1905: Florian Buhl, Fabrikant
- 1919: Wilhelm Lorenz, Fabrikant
- 1921: Ludwig Albert, Geistlicher Rat
- 1922: Rudolf Buhl, Fabrikant
- 1931: Karl Springer, Weinhändler und Heimatforscher
- 1933: Paul von Hindenburg, Reichspräsident
- 1933: Adolf Hitler, laut Ratsprotokoll vom 10. Mai 1945 wieder entzogen
- 1933: Robert Wagner, laut Ratsprotokoll vom 10. Mai 1945 wieder entzogen
- 1947: Augustin Kast, Geistlicher Rat
- 1955: Joseph Rummel, Erzbischof in New Orleans
- 1958: Karl Albiker, Bildhauer
- 1960: Rudolf Plank, Ingenieur
- 1974: Hugo Rimmelspacher, Oberbürgermeister
- 1986: Helmuth Gietz, Hotelier
- 1987: Erwin Vetter, Oberbürgermeister und Minister a. D.
- 2008: Kurt Müller-Graf, „Erfinder“ der Schlossfestspiele
- 2014: Wolfgang Lorch, Kommunalpolitiker und Historiker
- 2023: Helma Hofmeister-Jakubeit, Kommunalpolitikerin

Ehrenbürger der Stadtteile
- 1948: Ottilie Decker, Hauptlehrerin, Ehrenbürgerin von Spessart
- 1954: Josef Alois Fettig, Pfarrer, Ehrenbürger von Schöllbronn
- 1958: Otto Junker, Pfarrer, Ehrenbürger von Spessart
- 1974: Franz Kühn, Ortsvorsteher und Bürgermeister a. D., Ehrenbürger von Bruchhausen
- 1970: Josef Diebold, Maurer, Ehrenbürger von Oberweier
- 1970: Otto Haberstroh, Pfarrer, Ehrenbürger von Schöllbronn

### Söhne und Töchter der Stadt
- Kaspar Hedio (um 1494–1552), Theologe und Reformator
- Matthias Erb (um 1494–1571), Theologe und Reformator
- Franciscus Irenicus (1494/1495–1553), Theologe und Historiker
- Margaretha Stülzer (1563–1625), Zisterzienserin, Äbtissin von Lichtenthal
- Ludwig Georg Simpert (1702–1761), Markgraf von Baden-Baden
- Franz Anton Christoph Buhl (1779–1844), Landtagsabgeordneter
- Adam Ignaz Valentin Heunisch (1786–1863), großherzoglich badischer Ministerialbeamter und Statistiker
- Johannes Ignaz Ullrich (1791–1876), Stadtbaumeister
- Jakob Ullrich (1796–1861), Bürgermeister und Landtagsabgeordneter
- Alois Vogel (1800–1865), katholischer Theologe und Hochschullehrer
- August Bootz (1807–1851), Maler
- Johann Anton Williard (1807–1898), Zeichner und Lithograf
- Franz Peter Buhl (1809–1862), Politiker und Winzer
- Franz Armand Buhl (1837–1896), Politiker (NLP)
- Wilhelm Fladt (1876–1941), Autor und Heimatforscher
- Josef Stöhrer (1883–1931), Gewerkschaftler und Politiker
- Gerhard Bassenge (1897–1977), Generalmajor und Widerstandskämpfer
- Heinrich Magnani (1899–1979), Priester, Gründer der Baugenossenschaft Neue Heimat Baden und des Kinder- und Jugenddorfes Klinge
- Anton Henneka (1900–1984), Richter
- Helmut Kunz (1910–1976), Zahnarzt, NSDAP-Mitglied und Mitglied der Waffen-SS
- Gisela Kühler-Balcke (1913–1983), Bildhauerin in Itzehoe und Hamburg
- Edward Sangmeister (1916–2016), Prähistoriker
- Hugo Geisert (1917–1986), Verwaltungsbeamter, Landtagsabgeordneter
- Camill Siegwarth (1918–1989), Politiker (CDU), Bürgermeister, MdL
- Helmut Baitsch (1921–2007), Mediziner und Anthropologe
- Emanuel Vogel (1927–2011), Professor für organische Chemie an der Universität Köln
- Carlagnese Nanino (1932–2022), Ordensschwestern und Sozialpädagogin
- Georg Wurster (1934–1977), Justizbeamter, Opfer der RAF, saß im Auto von Siegfried Buback
- Klaus Walz (1942–1992), Automobilrennfahrer
- Josef Bechler (* 1944), Handballspieler
- Julius Redling (* 1947), Politiker (SPD), Landtagsabgeordneter von 1986 bis 2001
- Maximilian Hommens (* 1947), Jurist und Theologe
- Bernd Feininger (* 1948), Theologe und Literaturwissenschaftler
- Jochen Schweizer (* 1957), Unternehmer
- Lothar Arnold (* 1959), Musiker und Schachspieler
- Rüdiger Glaser (* 1959), Geograph und Klimahistoriker
- Dieter Lauinger (* 1962), Politiker (GRÜNE)
- Stefan von Holtzbrinck (* 1963), promovierter Jurist, Verleger und Milliardär
- Heiko Geue (* 1965), Politiker (SPD)
- Roman Zitzelsberger (* 1966), Gewerkschafter
- Katrin Schütz (* 1967), Politikerin (CDU), Landtagsabgeordnete
- Dirk Notheis (* 1968), früherer Deutschlandchef der Investmentbank Morgan Stanley
- Peter Rott (* 1968), Rechtswissenschaftler und Hochschullehrer

### Sonstige mit der Stadt verbundene Persönlichkeiten
- Von 1727 bis zu ihrem Tode am 10. Juli 1733 wohnte im Schloss in Ettlingen Franziska Sibylla Augusta Markgräfin von Baden-Baden, die Gattin von Markgraf Ludwig Wilhelm von Baden, der als „Türkenlouis“ bekannt wurde.
- Der Bildhauer Karl Albiker (1878–1961) lebte die meiste Zeit in Ettlingen, wo er auch starb. Er schuf u. a. die Figuren im Ettlinger Stadtgarten und am Olympiagelände Berlin.
- Der Bildhauer Oskar Kiefer (1874–1938) wurde zwar in Offenburg geboren, stammte aber aus Ettlingen und verbrachte dort die meiste Zeit seines Lebens. Er schuf das Anti-Kriegsdenkmal am Ettlinger Rathausturm.
- Der Kirchenmusiker Berthold Waßmer (1886–1969) wirkte die meiste Zeit seines Lebens in Ettlingen, war hier Organist und Dirigent an der Herz-Jesu-Kirche, schrieb zahlreich Chorwerke darunter die Weihnachtsmesse (opus 60).
- Die Schauspielerin Natalia Avelon (* 1980) wurde in Breslau geboren, lebt aber seit ihrer Kindheit im Ettlinger Stadtteil Schöllbronn.
- Der Jurist und Filmproduzent Raoul Reinert (* 1975) wurde in Karlsruhe geboren, wuchs aber in Ettlingen auf und besuchte dort ein Gymnasium.
- Erwin Vetter (* 1937), ehem. Oberbürgermeister von Ettlingen und Landesminister
- Roland Betsch (1888–1945), Schriftsteller, Literat
- Tino Bußalb (* 1962), Kinderbuchautor, wurde in Augsburg geboren, wuchs aber in Ettlingen auf und lebt heute in Ettlingen-Spessart.
- Der ehemalige türkische Fußballnationalspieler Bekir Refet (1899–1977) lebte nach seiner Karriere zeitweise in Ettlingen.
- Der deutsch-griechische Komponist, Dirigent und Pianist Alexis Agrafiotis (* 1970) besuchte in Ettlingen die Schillerschule (Grundschule) sowie das Albertus-Magnus-Gymnasium.
- Cornelia Petzold-Schick (* 1964) war von 2005 bis 2009 Beigeordnete in Ettlingen.
- Der Bildhauer Holger Walter (* 1968) lebt seit 2005 in Ettlingen.
- Der Pianist Thomas Seyboldt veranstaltet im Schloss seine Schubertiaden.
- Der Politiker Michael Blos (* 1976) wuchs in Ettlingen auf.

Einige Wahl-Ettlinger
- Helga Sofie „Marmeladen-Oma“ Josefa (* 1931), Livestreamerin und Webvideoproduzentin
- Harald Hurst (1945–2024), Mundartdichter
- Verena Jooß (* 1979), Olympiateilnehmer als Bahnradsportler
- Manfred Krafft (1937–2022), Fußballtrainer
- Claus Kretz (1950–2007), von 1997 bis 2007 Landrat des Landkreises Karlsruhe
- Dieter Ludwig (1939–2020), einer der Väter des „Karlsruher Modells“
- Johannes Thimme (1956–1985), Unterstützer der RAF
- Winfried Schäfer (* 1950), Fußballtrainer
- Manfred Schmider, ehemaliger Unternehmer und Urheber des FlowTex-Skandals
- Karl Steinbuch (1917–2005), Pionier der deutschen Informatik
- Werner Pokorny (1949–2022), Bildhauer
- Martin Stoll (* 1983), Fußballprofi